# 아그니
아그니(산스크리트어: अग्नि)는 힌두교에서 불을 주관하는 남신이다. 동남방향의 수호신으로서, 그는 일반적으로 힌두교 사원의 남동쪽 구석에 위치한다. 힌두교의 고전적 우주론에서 불(아그니)은 하늘(아카샤), 물(아파스), 공기(바유), 흙(프리티비)과 함께 다섯 가지 불변의 일시적 요소(판차부타) 중 하나이며, 이 다섯 가지가 결합하여 경험적으로 지각되는 물질적 존재(프라크리티)를 형성한다.
베다에서 아그니는 인드라 및 소마와 함께 중요하고 가장 많이 언급되는 남신이다. 아그니는 남신과 여신의 입이자 호마 (봉헌 의식)에서 그들에게 제물을 전달하는 매개체로 여겨진다. 그는 고대 힌두교 문헌에서 땅에서는 불, 대기에서는 번개, 하늘에서는 태양으로 세 가지 수준으로 존재한다고 개념화된다. 이 삼중 존재는 그를 베다 경전에서 신과 인간 사이의 메신저로 인정한다. 아그니의 상대적 중요성은 후기 베다 시대에 감소했는데, 이는 그가 내면화되었기 때문이며, 그의 정체성은 우파니샤드와 후기 힌두 문학에서 모든 변형 에너지와 지식을 은유적으로 나타내는 것으로 진화했다. 아그니는 힌두교 전통의 필수적인 부분으로 남아 있으며, 전통적인 힌두 결혼식의 통과의례인 삽타파디 (일곱 걸음과 상호 서약), 우파나야나 통과의례 의식, 그리고 디야 (등)를 이용한 디파발리와 아르티와 같은 축제에서도 푸자의 일부를 구성한다.
아그니(팔리어: Aggi)는 불교 경전과 불교 전통 내의 세니카 이단 논쟁과 관련된 문헌에 광범위하게 나타나는 용어이다. 고대 자이나교 사상에서 아그니(불)는 영혼과 불로 된 존재를 포함하며, 또한 환생론에서 아그니-쿠마라 또는 "불의 아이들"로 나타나며, 환생한 존재의 한 계급을 형성한다. 그리고 그 텍스트에서 동등한 용어인 테자스로 논의된다.

## 어원, 의미 및 다른 이름

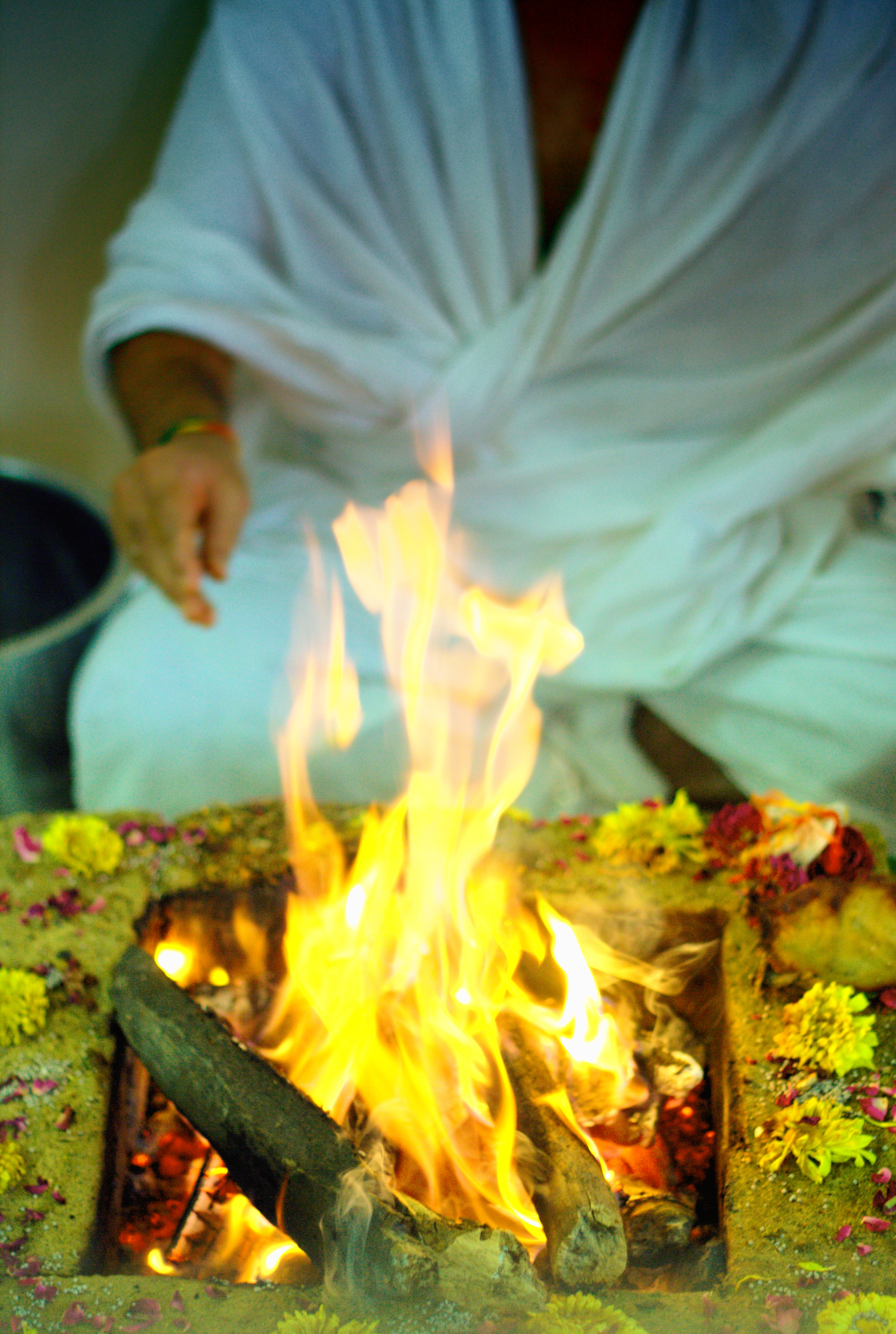
아그니(불)는 인도 종교에서 결혼식과 화장과 같은 주요 통과 의례의 일부이다.

산스크리트어 아그니(Agni)는 인도유럽조어로 재구성된 두 가지 핵심 불 용어 중 하나인 *h₁n̥gʷnis를 이어간다. 이의 다른 반영으로는 알바니아어: *엔지 (sq), 알바니아 이교 신화에서 불의 신의 재구성된 이름이 있으며, 이는 알바니아어에서 계속해서 목요일 (e enjte)을 지칭하는 데 사용된다. 라틴어 이그니스 (영어 ignite의 어원), 리투아니아어 우그니스, 쿠르드어 아지르, 고대 슬라브어 오그니 (ognĭ) 그리고 그 후손들: 러시아어 오고니 (ogon´), 세르비아어 오간, 폴란드어 오기엔 등, 모두 "불"을 의미한다.
고대 인도 문법학자들은 이를 다양하게 파생시켰다.
- 어근 'aj'에서 파생되었으며, 산스크리트어에서 '민첩한' 또는 '날렵한' 의미로 '움직이다'를 뜻한다.[29][30]
- 'agri'에서 파생되었으며, 이 어근은 '첫째'를 의미하며, 샤타파타 브라마나 6.1.1절에 따르면 '우주에서 가장 먼저 발생한 것' 또는 '불'을 가리킨다. 브라마나는 이것이 아그니라고 암호적으로 불리는 이유는 신과 여신을 포함한 모두가 짧은 별명을 사랑하는 것으로 알려져 있기 때문이라고 주장한다.[31]
- 기원전 5세기 산스크리트어 텍스트 니룩타-니간투 7.14절에 따르면, 현자 샤카푸니는 '아그니'라는 단어가 세 가지 동사에서 파생되었다고 말한다. 즉, '가다', '빛나거나 타다', '이끌다'이다. 그는 문자 "a" (अ)는 '가다'를 의미하는 어근 "i"에서 왔으며, 문자 "g" (ग्)는 '빛나다'를 의미하는 어근 "añj" 또는 '타다'를 의미하는 "dah"에서 왔고, 마지막 문자는 '이끌다'를 의미하는 어근 "nī" (नी) 그 자체라고 주장한다.[32]

초기 베다 문학에서 아그니는 주로 신으로서의 불, 즉 소비하고 변형하며 전달하는 근원적인 힘을 반영하는 존재를 의미한다. 그러나 이 용어는 또한 마하부타(구성 요소)의 의미로도 사용되며, 초기 베다 사상가들이 물질적 존재를 구성한다고 믿었던 다섯 가지 요소 중 하나로서, 후기 베다 사상가들인 카나다와 카필라가 광범위하게 확장한 다이아우스(에테르), 바유(공기), 바루나(물), 부미(땅), 아그니(불)가 여기에 해당한다.
아그니라는 단어는 위장의 불, 집안의 요리 불, 제단 위의 희생 불, 화장 불, 재탄생의 불, 식물 속에 숨겨진 활기찬 수액 속의 불, 번개 속의 대기 불, 태양 속의 천체 불 등 다양한 맥락에서 사용된다. 베다의 브라마나 계층, 예를 들어 샤타파타 브라마나 5.2.3절에서는 아그니가 모든 신과 여신, 우주에 모든 것을 스며들게 하는 영적 에너지의 모든 개념을 나타낸다. 우파니샤드와 후기 베다 문학에서 아그니는 인간의 불멸의 원리, 그리고 어둠의 상태를 소멸시키고 깨달은 존재의 상태로 변형시키고 번식시키는 모든 에너지나 지식의 은유가 되었다.
아그니는 또한 다음과 같이 유명하게 알려져 있다.
- 파바카 – 모든 것을 성스럽게 하는 자;
- 하비아바하나 – 희생 버터를 운반하는 자;
- 삽타지흐비 – 일곱 개의 혀(불꽃)를 가진 자; 그리고 희생 버터를 매우 빠르게 소비하는 자;
- 바흐니 – 바람과 함께 여행하는 자;
- 아날라 – 바수 중 하나인 자;
- 후타샤나 – 희생 제물을 소비하는 자;
- 치트라바누 – 다채로운 빛을 내는 자;
- 즈발라나 – 항상 빛나는 자;
- 바이슈바나라 – 세상의 사람인 자;
- 비바바수 – 그 빛이 모든 것의 재산인 자;
- 두마케투 – 불로 관을 쓴 자.

다른 이름으로는 시키, 핑게사, 플라방가, 부리테자흐, 루드라가르바, 히라냐크리타 등이 있다.

## 기원
아그니 신의 기원에 대한 이론은 많으며, 일부는 인도유럽 신화로, 다른 일부는 힌두 신화로 추적한다.
많은 인도유럽 문화에서 발견되는 기원 신화는 신들로부터 사람들에게 불을 운반하거나 가져오는 매가 등장하는 이야기이다. 이 메신저는 또한 하늘에서 지상으로 불멸의 영약을 가져온다. 어느 경우든 매는 매일 신들에게 희생 제물을 가지고 돌아오지만, 때로는 매가 숨어 하늘로 사라지기도 한다. 아그니는 유사한 신화적 주제로 형상화되며, 일부 찬송가에서는 "날아다니는 천상의 매"라는 구절로 나타난다.
카타카 삼히타 6.1절과 마이트라야니 삼히타 1.8.1절과 같은 힌두교 베다 경전의 가장 초기 층은 우주가 아무것도 없이 시작되었고, 밤도 낮도 존재하지 않았으며, 프라자파티 신만이 존재했다고 명시한다. 이 경전들은 아그니가 프라자파티의 이마에서 기원했다고 주장한다. 아그니의 창조와 함께 빛이 생겨났고, 그와 함께 낮과 밤이 창조되었다. 이 삼히타들은 아그니가 브라흐만과 동일하며, 진리이며, 나타난 우주의 눈이라고 말한다. 이러한 신화들은 타이티리야 브라마나 2.1.2절과 샤타파타 브라마나 2.2.3–4절과 같은 후기 베다 경전에서 아그니의 기원에 대한 더 복잡한 이야기로 발전한다.
아그니는 원래 "창조자-유지자-파괴자" 삼위일체의 궁극적인 원천으로 개념화되었고, 그 후 삼위일체 중 하나로서 지구를 통치하는 자였다. 그의 쌍둥이 형제인 인드라는 폭풍, 비, 전쟁의 신으로서 대기를 통치했으며, 그의 다른 형제인 수리야는 하늘과 천국을 통치하는 다른 두 신이었다. 힌두 사상에서 그의 지위와 중요성은 존재의 "창조-유지-파괴" 측면에서 시간이 지남에 따라 진화한다.
샤타파타 브라마나는 이전에 세 명의 아그니가 죽었으며, 현재 아그니는 네 번째라고 언급한다.
"처음에는 아그니(불의 신)가 네 가지였다. 처음에 호트리 사제직을 위해 선택된 아그니는 죽었다. 두 번째로 선택된 아그니도 죽었다. 세 번째로 선택된 아그니도 죽었다. 그 후 현재 우리 시대의 불을 구성하는 아그니는 두려움에 숨었다. 그는 물속으로 들어갔다. 신들은 그를 발견하여 물에서 네 번째 불의 신으로 데려왔다." – 1:2:3:1

## 경전

### 베다

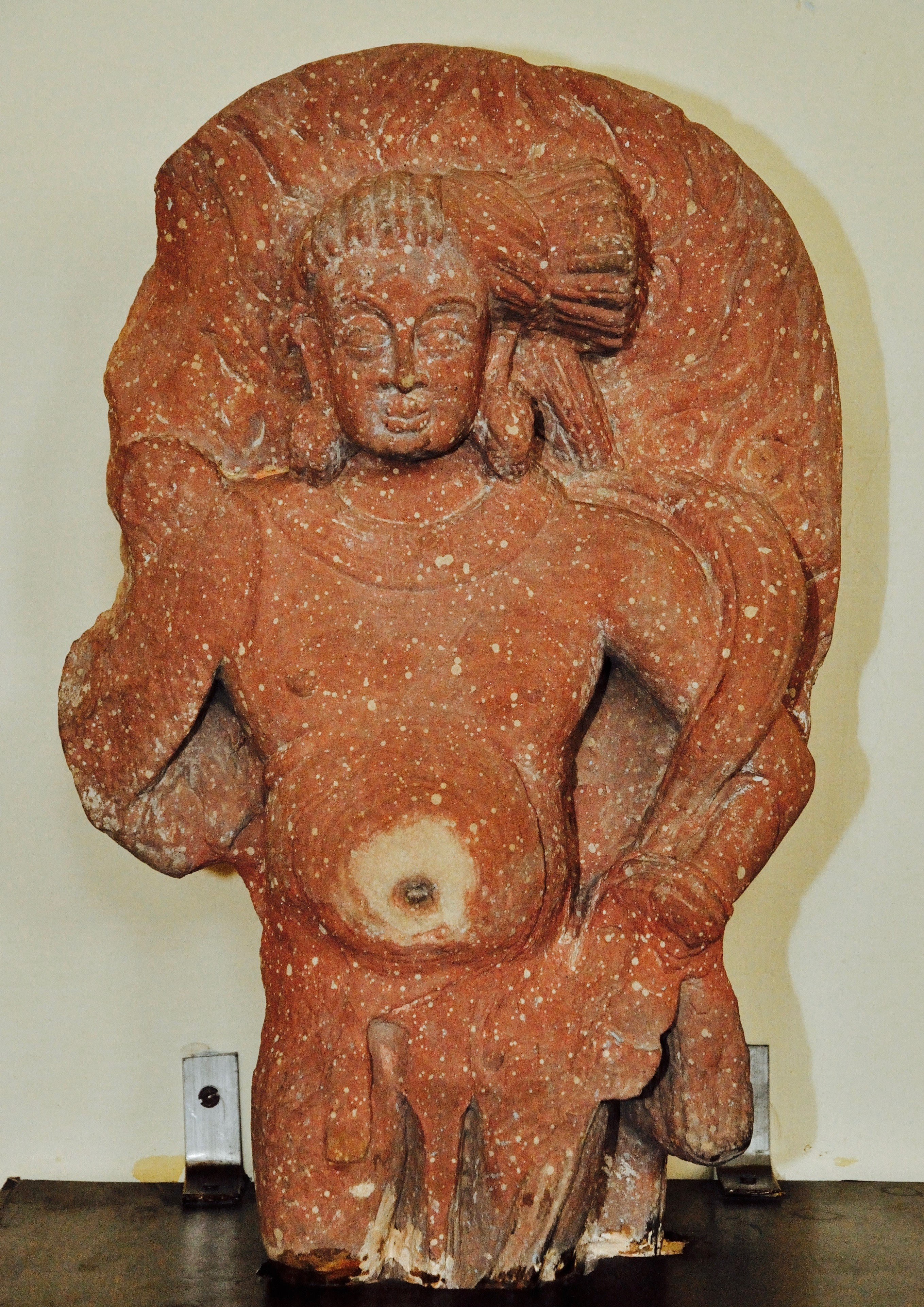
3세기 이전, 쿠샨 제국 시대의 붉은 돌 아그니 조각상. 마투라의 미술.

힌두 판테온에서 아그니는 인드라 다음으로 가장 중요한 위치를 차지한다. 아그니는 베다의 찬송가, 특히 브라마나에서 두드러진다. 리그베다에는 아그니를 찬양하는 200개가 넘는 찬송가가 있다. 리그베다의 1,028개 찬송가 중 거의 3분의 1에 그의 이름이나 동의어가 나타난다. 리그베다는 아그니를 초대하는 찬송가로 시작하며, 그 후 찬송가에서 르타 (다르마)의 수호자로 불린다.
이 고대 경전들은 아그니의 양육 부모를 프라자파티의 두 개의 불을 지피는 막대기로 묘사하며, 이들의 사랑스러운 행위가 아그니를 창조한다고 설명한다. 막 태어난 아그니는 시적으로 연약한 아기로 묘사되며, 사라지지 않도록 사랑스러운 관심이 필요하다고 한다. 보살핌을 받으면 아그니는 불꽃을 피우고 연기를 내며, 양육 부모보다 강해지고, 마침내 너무 강해져서 프라자파티에 의해 그를 만든 거처를 재로 만들어 버린다.
이 고대 경전의 찬송가들은 아그니를 수많은 별칭과 동의어로 언급하는데, 예를 들어 자타베다(모든 지식을 아는 자), 바이슈바나라(모든 사람과 관련된 자), 타누나파타(스스로 만들어진 자), 나라샤사(모든 사람의 칭찬을 구현하는 자), 트리파츠야(세 개의 거처를 가진 자) 등이 있다. 힌두 신화에서 아그니는 인간뿐만 아니라 신들과도 숨바꼭질을 하는 경향이 있는 신비로운 존재로도 묘사된다. 그는 물과 같은 이상한 장소에 숨는데, 한 신화에서는 그곳에 사는 물고기들에게 생명력을 불어넣어, 물고기들이 그의 존재를 신들에게 알리고, 신들이 아그니를 하늘로 데려간다고 한다.
리그베다 10.124절에서 아그니는 리시 (현자-시인-작곡가)이며, 인드라, 수리야와 함께 창조하고 보존하고 파괴하는 힌두교의 삼위일체 신을 이룬다.
아그니는 힌두교의 모든 신들과 동등하다고 여겨지며, 이는 힌두교의 다양한 비이원론적이고 일원론적인 신학의 기초를 형성했다. 이러한 등가성의 주제는 리그베다의 만달라 1과 같이 베다에서 반복적으로 제시된다.

그들은 그것을 인드라, 미트라, 바루나, 아그니라고 부르고,

그는 천상의 날개를 가진 가루다이다.

하나인 것에 대해 현자들은 많은 이름을 붙이니,

그들은 그것을 아그니, 야마, 마타리슈반(아그니)이라고 부른다.
  — 리그베다 1.164.46, 번역: 클라우스 클로스터마이어

### 우파니샤드

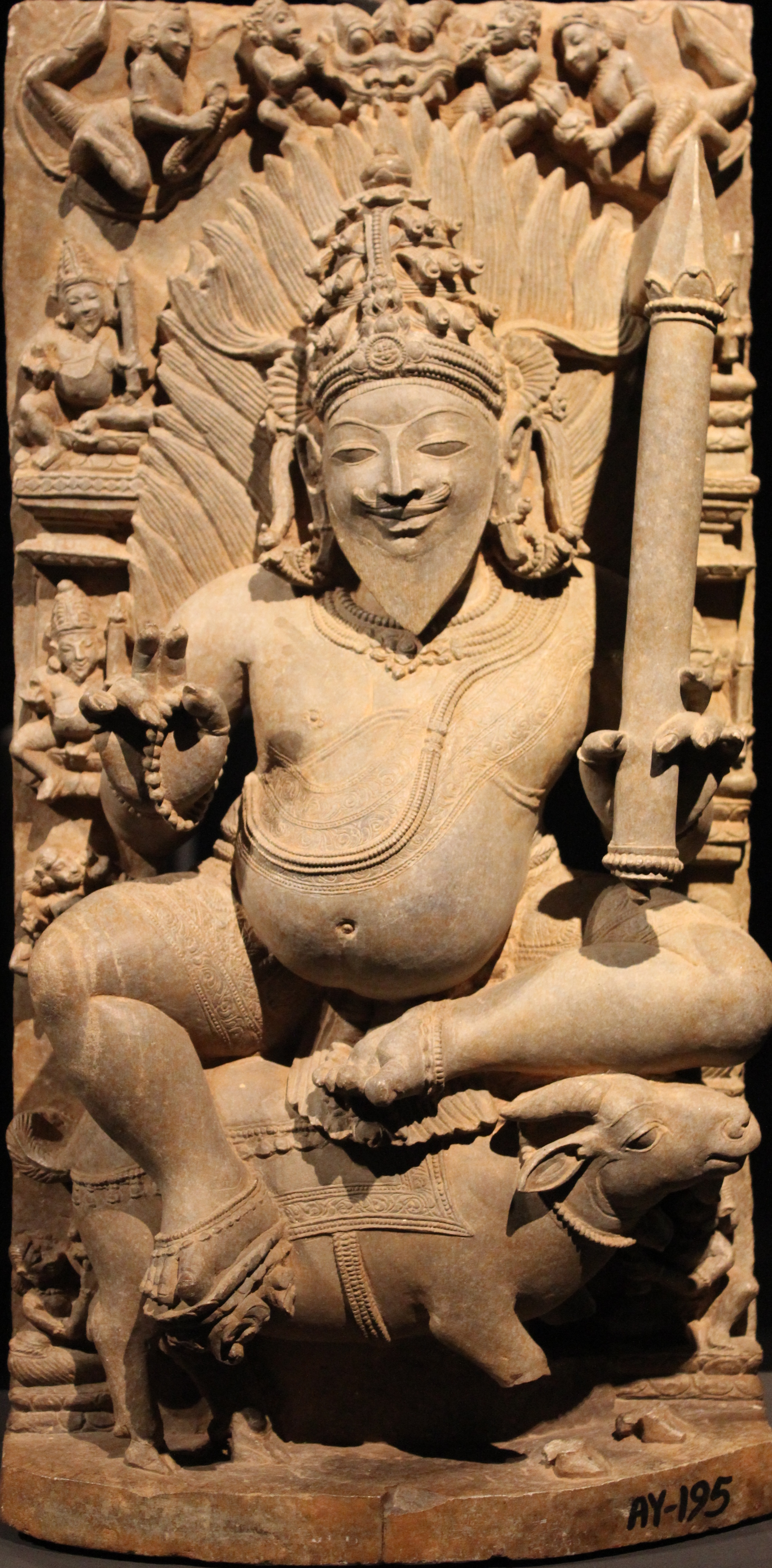
불꽃 아우라를 두른 채 숫양에 앉아 있는 아그니

아그니는 힌두교의 주요 및 보조 우파니샤드에 두드러지게 나타난다. 가장 초기의 언급 중 하나는 찬도기야 우파니샤드 (~기원전 700년) 4장에 나오는 독신 아버지와 독신 어머니의 아들인 사티야카마 자발라라는 어린 현자 이야기이다. 그는 자신의 가난과 어머니가 아버지가 누구인지 모른다는 사실을 솔직하게 인정하며, 이러한 정직함으로 힌두교 학교(구루쿨라)에 입학하게 된다. 학업 중에 이 어린 현자는 아그니를 만나는데, 아그니는 그에게 방위, 세계의 몸, 눈, 지식의 신이자 우파니샤드가 모든 것에 있고 모든 곳에 있다고 말하는 브라흐만의 추상적 원리가 되어, 그는 어린 현자가 된다. 아그니는 찬도기야 우파니샤드 1.13절에도 나타난다.
이사 우파니샤드 18절에서 아그니는 "오 아그니여, 당신은 모든 길을 아시니, 나를 좋은 길로 이끌어 성공하게 하시고, 죄악의 그릇된 길에서 멀리하게 하소서"라고 간청한다. 마이트리 우파니샤드 4.5~6절에서 학생들은 자신들이 언급한 신들(아그니 포함) 중 어느 신이 가장 좋은지 구루 마이트리에게 묻는다. 구루는 그들 모두가 지극히 높고, 모두 브라흐만의 형태이며, 온 세상이 브라흐만이라고 대답한다. 따라서 우파니샤드는 누구든지 선택하고, 그를 명상하고 숭배하며, 그들 모두를 명상한 다음, 아그니를 포함한 이 모든 신들의 개성을 부정하고 버려, 푸루샤와의 합일을 위해 우주적 실재로 나아가라고 말한다. 푸루샤는 아트만이다.
또 다른 주요 고대 우파니샤드인 케나 우파니샤드의 3장과 4장에는 신 아그니, 바유, 인드라와 여신 파르바티에 대한 이야기가 담겨 있다. 선한 신들과 사악한 악마들 사이의 전투에서 신들이 모든 악마를 죽이고 승리한 후, 신들은 "이 브라흐만은 대체 무엇이며, 경이로운 존재인가?"라고 궁금해한다. 아그니가 먼저 알아내러 가지만 실패한다. 바유도 알아내러 가지만 실패한다. 그 다음 인드라가 시도하지만 실패한다. 그러나 이미 브라흐만을 이해하고 있는 파르바티를 만나 브라흐만이 무엇이며 신들이 브라흐만의 본성을 통해 어떻게 승리했는지를 설명해 준다. 인드라는 이 지식을 아그니와 바유와 공유한다. 케나 우파니샤드는 이 장들을 "아그니, 바유, 인드라"가 파르바티로부터 브라흐만을 처음 깨달은 신들 중 가장 먼저 존경받는다고 명시하며 끝을 맺는다. 폴 드우센은 이 우화적 전설이 모든 힌두 신들과 자연 현상이 브라흐만이라는 시대를 초월한 보편적 일원론적 원리에 기초를 두고 있다는 것을 가르치려는 의도라고 말한다.
또 다른 고대 주요 힌두 경전인 프라슈나 우파니샤드는 두 번째 프라슈나 (질문 섹션)에서 아그니를 언급한다. 이 섹션은 아그니와 다른 신들이 우주 전체를 구성하는 다섯 가지 물질적 요소로 나타나며, 모든 신들이 아그니를 눈으로 삼아 살아있는 몸의 사원에 내재화된다고 명시한다.
아그니는 프라나그니호트라 우파니샤드, 요가타트바 우파니샤드, 요가시카 우파니샤드, 트리시키브라흐마나 우파니샤드 등 많은 작은 우파니샤드에 언급된다. 샤이비즘과 샤크티즘의 통합적이고 일원론적인 텍스트인 루드라흐리다야 우파니샤드는 시바가 아그니와 동일하며, 파르바티가 스바하와 동일하다고 명시한다.
문다카 우파니샤드 (2.4)는 아그니의 일곱 가지 혀를 칼리, 카랄리, 마노자바, 술로히타, 수다마바르나, 스풀링기니, 비스바루시로 언급한다.

## 의미
베다 의식에는 아그니가 포함된다. 그는 출생 축하(램프 켜기), 기도(아르티 램프), 결혼식(신랑 신부가 불 주위를 일곱 바퀴 도는 야즈나), 죽음(화장)과 같은 많은 힌두 통과 의례의 일부이다. 아타르바베다에 따르면, 아그니는 죽은 자의 영혼을 장작더미에서 다음 세상이나 삶으로 다시 태어나게 하는 존재이다. 그러나 이 역할은 후기 베다 경전에서 야마 신의 역할에 흡수되었다. 아그니는 사원 건축에서 중요했으며, 일반적으로 힌두교 사원의 남동쪽 모퉁이에 존재한다.

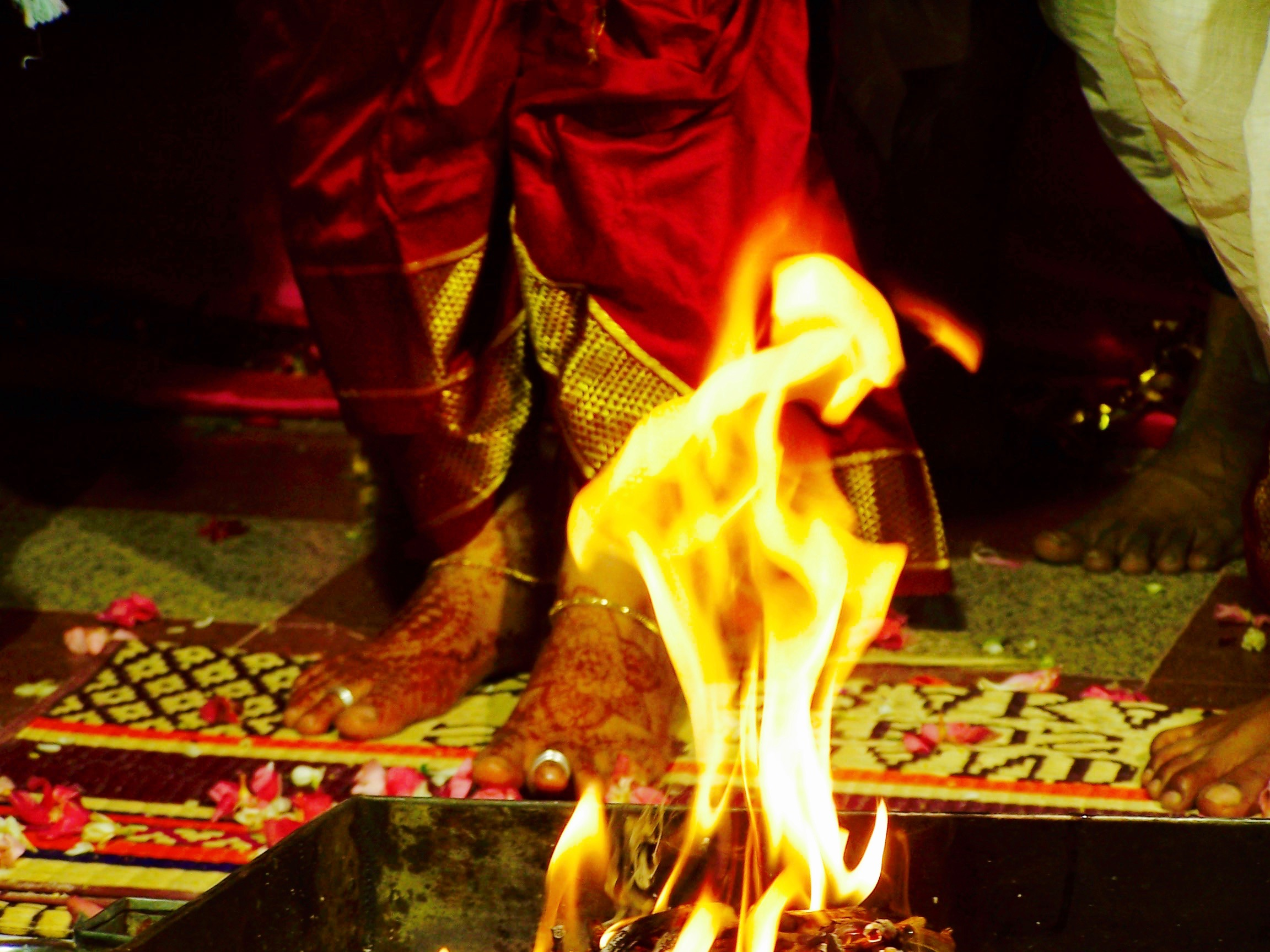
힌두 결혼 의식 중 아그니 야즈나 전의 삽타파디 의식 진행 중.

### 통과 의례: 힌두 결혼식
힌두교 결혼식의 가장 중요한 의식은 아그니를 중심으로 행해진다. 이것을 삽타파디(산스크리트어로 "일곱 걸음")라고 부르며, 힌두교 결혼의 법적 부분을 나타낸다. 이 의식은 부부가 아그니를 중심으로 일곱 번 실제로 또는 상징적으로 원을 도는 것을 포함하며, 아그니는 서로에게 하는 서약의 증인으로 여겨진다. 봉헌된 불 주위를 돌 때마다 신랑이나 신부 모두가 주도하며, 지역과 공동체에 따라 다르다. 각 회전마다 부부는 행복한 관계와 가정을 위한 특정 서약을 아그니를 신성한 증인으로 삼아 서로에게 한다. 인도 아대륙과 수리남에서는 신부가 처음 네 바퀴를 이끌고 신랑이 마지막 세 바퀴를 이끈다.

### 의식: 아그니호트라
아그니호트라는 불을 포함하며, 이 용어는 집에서 불을 유지하고, 어떤 경우에는 이 불에 우유나 씨앗과 같은 "희생 제물"을 바치는 의식을 지칭한다. 슈라우타 텍스트는 아그니호트라를 행하는 것이 인간의 의무라고 명시한다. 베다의 브라마나에서는 가장 흔한 신성한 불 유지와 그 상징성부터 죄의 속죄를 위한 복잡한 절차, 수행자에게 불멸을 부여한다고 주장되는 의식에 이르기까지 광범위한 아그니호트라 절차가 발견된다. 예를 들어, 자이미니야 브라마나에 따르면, 아그니호트라 제사는 수행자를 악과 죽음에서 해방시킨다. 반면, 샤타파타 브라마나는 아그니호트라가 태양의 상징적인 기념물이자 등가물이며, 불을 지키는 사람은 생명을 창조하는 열, 존재 내부의 불, 생명 주기를 일으키는 자궁 속의 열을 상기하게 된다고 명시한다.

### 축제: 홀리와 디왈리

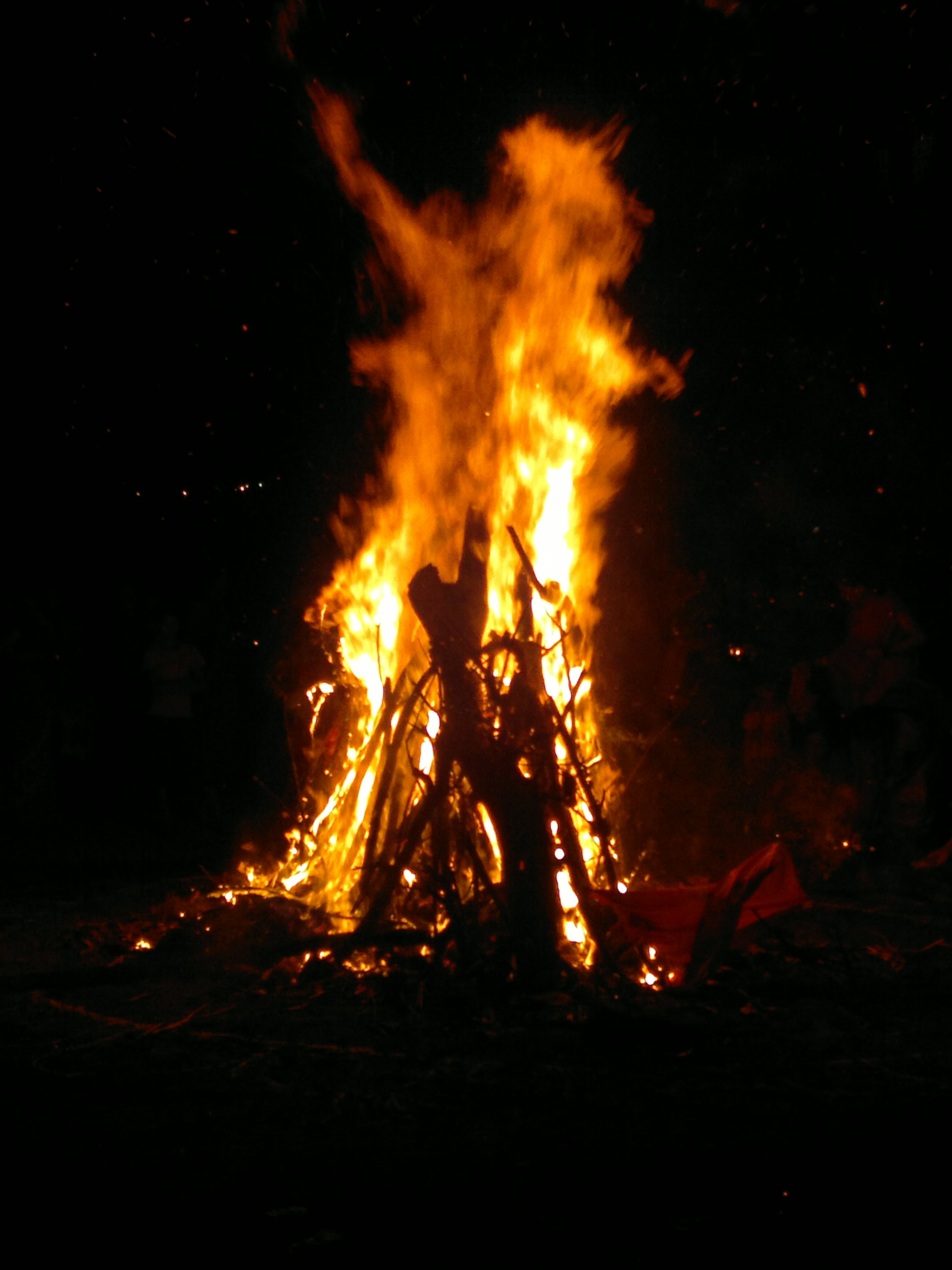
아그니는 많은 힌두 축제에서 의식 문법의 일부이다. 위는 홀리를 위한 홀리카이며, 아그니를 포함한다.

힌두교의 두 가지 주요 축제인 홀리(색깔 축제)와 디왈리(빛의 축제)는 신성한 에너지의 상징으로 아그니를 의식 문법에 포함한다. 가을의 디왈리 축제 기간에는 전통적인 작은 등불인 디야가 축제를 기념하기 위해 사용된다. 홀리를 위해 힌두교인들은 봄 축제 전날 밤에 홀리카로 불을 태운다. 이 모닥불은 아그니 신을 기념하며, 인도 아대륙에서는 어머니와 아버지들이 아그니를 기억하며 홀리카 주위를 시계 방향으로 아기를 안고 돈다.

### 형태
아그니는 자타베다와 크라브야다 두 가지 형태를 지닌다.
- 자타베다는 등가 교환 제물을 신들에게 전달하는 불이며, 이 경우 아그니는 지식과 브라흐만과 동일시되는 빛이다. 자타베다 형태에서 "모든 피조물을 아는 자"인 아그니는 사제를 위한 신성한 모델 역할을 한다. 그는 인간으로부터 신들에게 제물을 전달하고, 신들을 희생 제사에 초대하며, 신들과 인간 사이를 중재한다(리그베다 I.26.3). 인드라 및 소마와 함께 아그니는 리그베다에서 다른 어떤 신들보다 더 많이 불린다.[93]
- 크라비아다(크라브야다)는 시체를 화장하는 아그니의 형태이며, 물질과 영혼의 재활용을 촉발하는 화장 불이다.[94] 이처럼 샤타파타 브라마나 2.2.4.8절에 따르면, 죽은 후 화장할 때 아그니는 몸만을 가열하고 태우지만, 그 열로 인해 사람은 다시 태어난다.[95]

### 상징주의
마하 푸라나 67.202~203절에 따르면, 아그니는 삶의 심리적, 생리적 측면을 상징한다. 이 텍스트는 모든 인간 안에 세 가지 종류의 아그니가 있다고 말한다. 즉, 크로다-아그니( "분노의 불"), 카마-아그니("열정과 욕망의 불"), 우다라-아그니("소화의 불")이다. 영적 자유와 해방을 원한다면, 각각 용서, 무착, 단식이라는 내성적이고 자발적인 제물을 바쳐야 한다.
아그니는 다양하게 불의 자연 원소, 불로 상징되는 초자연적 신, 그리고 가장 높은 지식을 열망하는 내면의 자연 의지를 나타낸다.
열, 연소 및 에너지는 아그니의 영역이며, 아그니는 거친 것에서 미묘한 것으로의 변형을 상징한다. 아그니는 생명을 주는 에너지이다. 아그니비자는 타파스(원초적 우주 에너지)의 의식이다. 아그니(활력 원리), 즉 실재(브라흐만)와 진실(사트야)을 나타내는 태양은 르타, 즉 질서, 모든 존재하는 것의 조직 원리이다.
아티티("손님")로 불리는 아그니는 자타베다삼(जातवेदसम्)이라고도 불리는데, 이는 "태어난 모든 것을 아는 자"를 의미한다. 그는 지혜와 결합된 의지를 상징한다.
아그니는 존재 지식의 본질이다. 아그니는 무지와 모든 망상을 파괴하고 무지를 없앤다. 칸바사트파타브라마남(SB.IV.i.iv.11)은 아그니를 "지혜"(메다야이마나세'그나예 스바헤티)라고 부른다. 아그니는 "날아다니는 모든 것 중에서 가장 빠른 마음"을 상징한다.

## 도상학
아그니의 도상학은 지역에 따라 다르다. 그의 도상학의 디자인 지침과 사양은 힌두 아가마 경전에 기술되어 있다. 그는 한 개에서 세 개의 머리, 두 개에서 네 개의 팔을 가지고 있으며, 일반적으로 붉은색 피부 또는 연회색 피부를 지니고 숫양 옆에 서 있거나 타고 있으며, 왕관에서 위로 솟아오르는 특징적인 극적인 불꽃 후광을 가지고 있다. 그는 강인한 모습의 남자로, 때로는 수염을 기르고, 불꽃에 바쳐진 모든 것을 먹기 때문에 큰 배를 가지고 있으며, 불의 색깔에 어울리는 황금빛 갈색 머리, 눈, 콧수염을 가지고 있다.
아그니는 한 손에 묵주를 들고 기도와 관련된 역할을 상징하며, 인도 동부 지역에서는 다른 손에 구체를 들고 있다. 다른 지역에서는 그의 네 팔이 도끼, 횃불, 숟가락(또는 부채), 불타는 창(또는 묵주)을 들고 있다.
일곱 줄기의 빛 또는 불꽃이 그의 몸에서 방출된다. 그의 이름 중 하나는 삽타지흐바이며, "일곱 개의 혀를 가진 자"라는 뜻으로, 그가 희생 제물을 얼마나 빠르게 소비하는지를 상징한다. 때때로 아그니 도상학은 로히타스바 형태로 나타나는데, 이때는 그의 바하나(탈것)가 숫양이 아니라 일곱 마리의 붉은 말들이 끄는 전차를 타고 있으며, 불을 움직이게 하는 상징적인 바람이 전차의 바퀴 역할을 한다. 캄보디아의 미술에서 아그니는 코뿔소를 자신의 바하나로 묘사되었다. 숫자 7은 아그니가 살고 있는 고대 힌두 우주론의 일곱 신화적 대륙 전체에 미치는 그의 영향력과 태양 형태의 무지개 일곱 색깔을 상징한다.
아그니는 불, 번개, 태양의 세 가지 형태를 가지고 있으며, 이 형태들은 때때로 그의 상징에 세 개의 머리나 세 개의 다리를 부여함으로써 상징화된다. 그는 때때로 불에 바쳐진 제물을 상징하는 과일이나 꽃으로 만든 화환을 두르고 있는 것으로 묘사된다.

### 역사

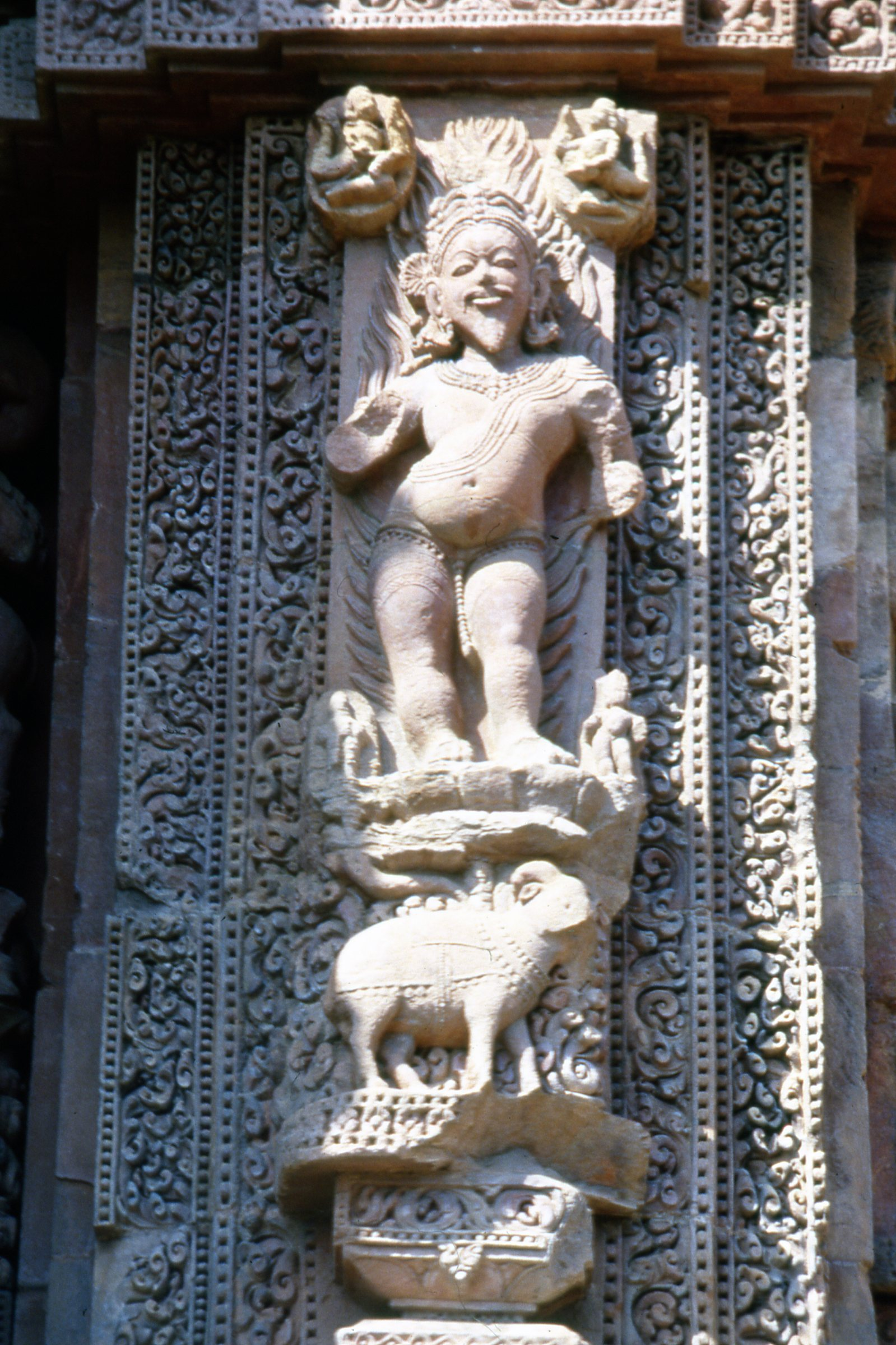
11세기 라자라니 사원의 남동쪽 모퉁이에 있는 아그니 조각상 (오디샤주 부바네스와르). 그의 숫양 탈것이 그 아래에 있다.

가장 오래된 현존하는 아그니 예술 작품은 마투라 (우타르 프라데시) 근처의 고고학 유적지에서 발견되었으며, 기원전 1세기부터 시작된다.(pp. 215, 366–367, xix, with caption for Figure 86) 바라타 칼라 바바나 소장품에는 서기 1세기 또는 그 이전에 제작된 붉은 사암 조각상이 있는데, 브라만 복장을 한 아그니로 식별되며, 이는 현자 카샤파와 매우 흡사하다. 아그니미트라의 판찰라 동전에는 아그니가 항상 불꽃 후광을 두르고 나타난다. 굽타 조각상에서는 아그니가 몸 주위에 불꽃 후광을 두르고, 가슴에는 신성한 실, 수염, 뚱뚱한 배를 가지고 오른손에는 암리타그하타(꿀병)를 들고 있다.(pp. 215–216) 이 초기 조각상과 초기 조각상 중 다수는 단 하나의 머리를 보여주지만, 세 개의 과일로 만든 귀걸이, 정교한 목걸이, 약간 미소 짓는 얼굴에 왕관을 쓰고, 아그니 동상의 등 뒤 머리카락에 새겨진 불꽃과 같은 정교한 세부 사항이 있다.(pp. 215)
아그니 신의 도상적 조각상과 부조는 일반적으로 힌두교 사원의 남동쪽 모퉁이에 존재한다. 그러나 사마랑가나 수트라다라와 같은 문헌에 따르면 아그니가 주재하는 점성술적 신성으로 상상되는 드문 사원에서는 그가 북동쪽 모퉁이에 할당된다.
아그니는 역사적으로 모든 그리하스타(가정)에 존재한다고 여겨지며, 거기서 세 가지 형태 – 가르하파트야(일반적인 가사 용도), 아하바니야(인물이나 신을 초대하고 환영하는 용도), 닥신아그니(모든 악과 싸우는 용도) – 중 하나로 표현된다. 야스카는 그의 전임자 사카푸니가 아그니의 삼중 존재를 리그베다에 명시된 바와 같이 땅, 공기, 하늘에 있는 것으로 보았으며, 브라마나들은 아그니의 세 가지 발현을 불, 번개, 태양으로 보았다고 말한다.

## 신화

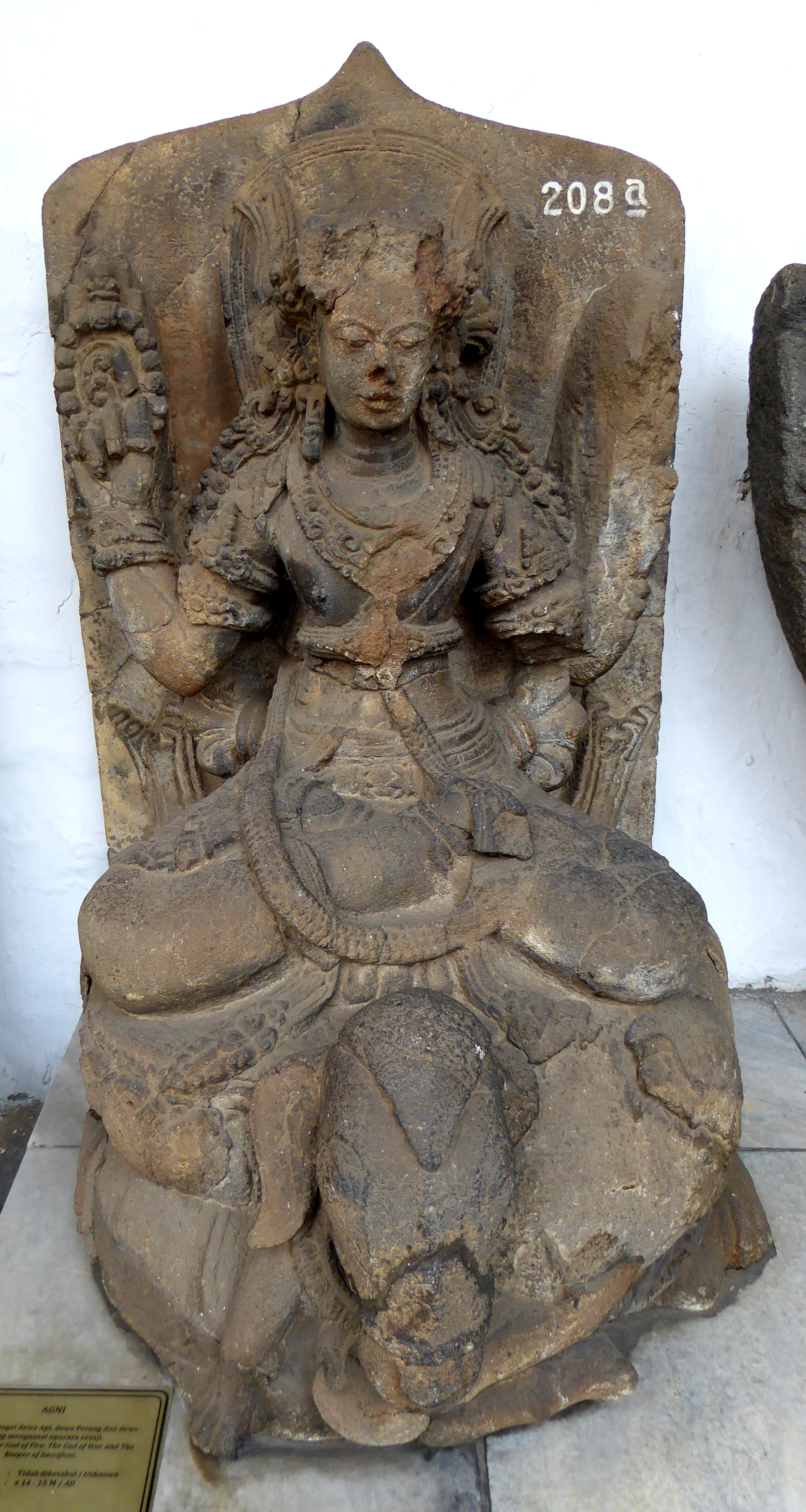
14세기~15세기 인도네시아에서 제작된 숫양 위에 앉은 아그니상

리그베다 (숙타 IV.iii.11)의 현자는 아그니가 태어났을 때 태양이 보였다고 말한다.

### 서사시
아그니에게 화가 난 브리구는 아그니에게 이 땅의 모든 것을 먹어치우는 자가 되라는 저주를 내렸지만, 브라흐마는 그 저주를 수정하여 아그니가 만지는 모든 것을 정화하는 자가 되게 했다.
"칸다바-다하 파르바"(마하바라타 225장)에서 아그니는 변장한 채 크리슈나와 아르주나에게 다가가 배고픔을 채울 충분한 음식을 구한다. 아그니는 어떤 종류의 음식이 만족을 줄 것인지 질문받자, 나가의 수장인 탁샤카를 위해 인드라가 보호하는 칸다바 숲을 태우고 싶다고 말한다. 크리슈나와 아르주나의 도움을 받아 아그니는 15일 동안 불타는 칸다바숲을 소모시키며, 아슈바세나, 마야, 그리고 사라가카라고 불리는 네 마리의 새만을 살려준다. 나중에 아르주나는 인드라로부터 모든 무기를, 그리고 바루나로부터 활 간디바를 선물로 받는다.
아그니가 비둘기로, 인드라가 매로 변장하여 시비 왕을 시험한 이야기가 있다. 시비는 비둘지의 생명을 대신하여 매에게 자신의 살을 내어주었다. 시비의 보호를 구했던 비둘기는 왕의 희생으로 매에게서 구원받았고, 인드라와 아그니는 시비를 본래의 모습으로 되돌려주고 그가 행복하게 살도록 축복했다.
아그니파릭샤 또는 '불의 시험'은 아그니를 증인으로 삼는다. 라마야나에서 시타는 자신의 덕목을 증명하기 위해 자발적으로 이 시련을 통과하며, 그 후 간음이 없음을 증명한다.

### 푸라나
아그니는 브라흐마의 아들이자 판차 부타의 신이다. 비슈누 푸라나에서 아그니는 아빔마니라고 불리며, 브라흐마에게서 태어난 후 비슈누의 한 형태인 우주인 비라타 푸루샤의 입에서 솟아났다고 한다. 이후의 또 다른 사건에서, 아그니는 브라흐마에게서 태어난 후 다르마와 바수바리아가 만들어낸 의식 불에서 솟아난다.
푸라나 신화에 따르면, 아그니는 스바하와 결혼하여 파바카(정화자), 파바마나(정화하는 자), 수치(순수)의 세 아들을 낳았다. 이 아들들로부터 그는 불의 다양한 측면을 상징하는 45명의 손자녀를 두었다. 또한 메다(지성)는 아그니의 누이이다.

## 관계

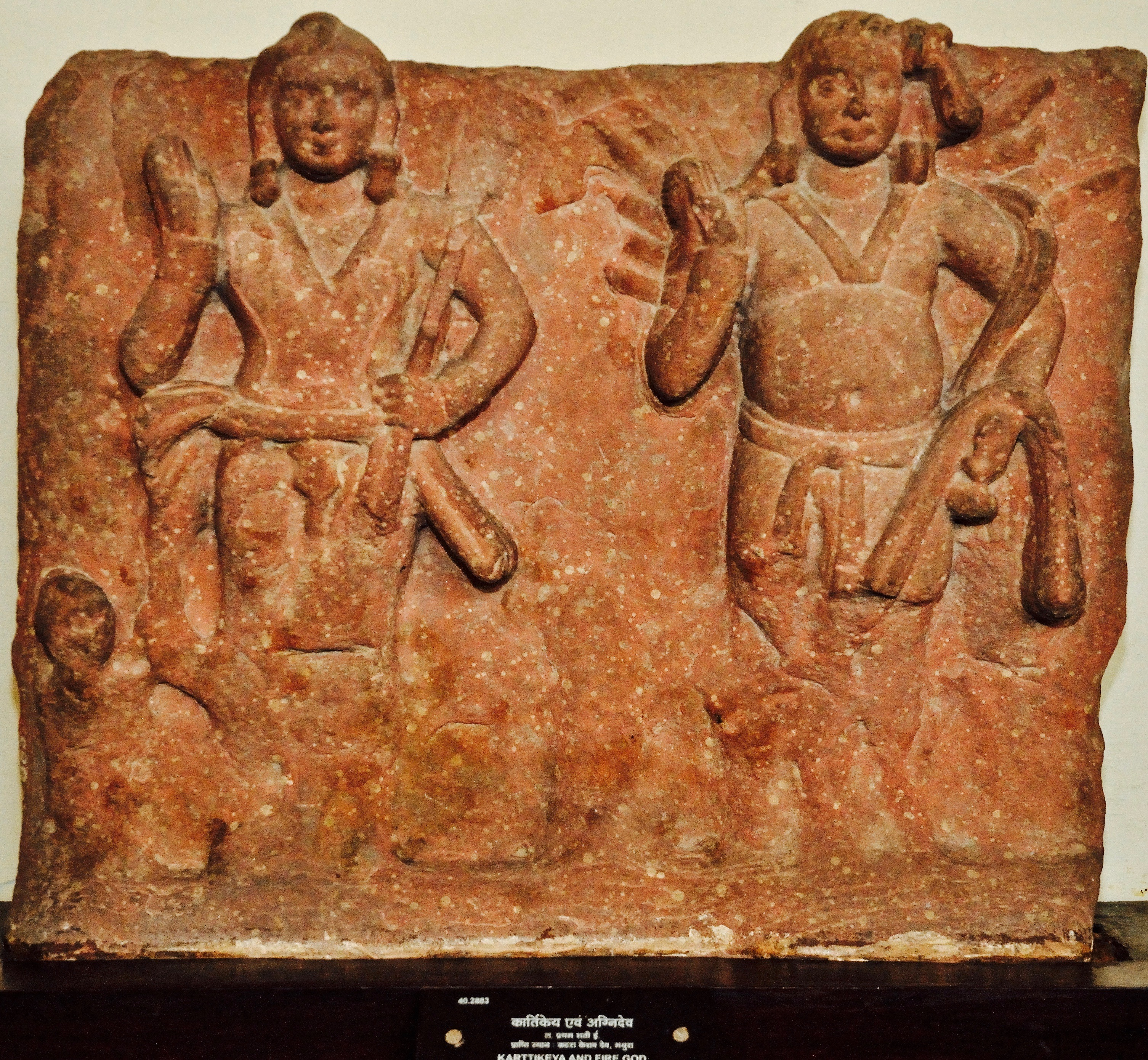
아그니와 그의 동반자 카르티케야, 1세기.

### 아내와 자녀
스바하 여신은 아그니의 아내이다. 그녀의 이름은 의식 중에 불에 버터와 씨앗과 같은 제물을 부으면서 발음된다. 그러나 힌두교 전통의 많은 이름들과 마찬가지로, 스바하라는 이름은 리그베다 찬송가에 나오는 베다어 스바다와의 관계를 통해 상징적 의미를 내포한다. 토마스 코번은 스바다라는 용어가 "자신의 특별한 본성 또는 경향"을 의미하며, "관습적인 즐거움 또는 만족, 영양을 공급하는 다과"라는 부차적인 의미를 가진다고 말한다. 스바하는 베다 문헌의 찬송가에서도 "환영합니다, 찬양합니다"라는 의미로 발견된다. 이 찬사는 아그니를 "모든 존재의 근원"이라는 측면에서 기억하는 것이다. 여신이자 아그니의 아내로서 스바하는 이러한 샤크티를 나타낸다.
마하바라타의 초기 장들에서 스바하는 닥샤와 아시크니의 딸로 아그니에게 감정을 느낀다. 그녀는 사프타리시의 여섯 아내들 중 아룬다티, 즉 바시슈타의 아내를 제외한 나머지 아내들의 형태를 연이어 취함으로써 그를 유혹한다. 왜냐하면 아그니가 그들을 자신의 아내로 원했기 때문에 아룬다티는 그에게 정숙했기 때문이다. 그리하여 그와 함께 전쟁의 신인 스칸다를 낳는다. 마하바라타의 후기 장들에서는 그가 시바 신과 파르바티 여신의 아들이라고 명시한다.
마하바라타는 또한 아그니가 마히쉬마티에 거주할 때 닐라 왕의 양녀인 스바하의 한 형태와 사랑에 빠졌다고 언급한다. 그는 브라만으로 변장하여 그녀에게 청혼했지만 왕은 거절하며 그를 죽이려 했다. 아그니는 그의 진정한 형태를 드러내고 스바하에게 영광스러운 불꽃을 피웠다. 왕은 이해하고 이 스바하의 형태를 아그니에게 자신의 양녀로 주었다. 그 대가로 아그니와 스바하는 그 왕의 적군을 파괴하고 그와 다른 사람들을 혼돈에서 구했으며, 나중에 판다바와 그들의 군대와 함께 번영하게 했다.

### 다른 신들
아그니는 베다 문학의 다양한 계층에서 많은 주요 및 보조 신과 여신들, 즉 바유, 소마, 루드라, 바루나, 미트라, 사비트르, 프라자파티, 인드라, 바크, 사라마, 가야트리와 동일한 특징, 동등한 인격체로 식별되고 동일하다고 명시된다. 리그베다 2.1절에서는 연속적인 구절에서 아그니가 열두 신과 다섯 여신과 동일하다고 식별된다.
아그니와 동일시되는 신들 중 일부:
- 프라자파티: 베다 텍스트인 샤타파타 브라마나 6.1.2절은 프라자파티가 어떻게 그리고 왜 아그니의 아버지이자 아그니의 아들인지를 설명한다. 왜냐하면 그들 모두는 우주의 진정하고 영원한 정체성이었던, 지금 있고, 앞으로도 있을 하나의 아트만 (영혼, 자아)의 이미지이기 때문이다.[128] 프라자파티, 우주 푸루샤, 아그니는 샤타파타 브라마나 6.1.1절과 6.2.1절에서 동일하다고 명시된다.[129]
- 바루나와 미트라: 아그니가 태어날 때 그는 바루나이고, 그가 지펴질 때 그는 미트라이다.[127] 그는 또한 저녁에는 바루나가 되고, 아침에 떠오를 때는 미트라가 된다고 명시된다.[127]
- 인드라: 아그니는 일반적으로 인드라의 쌍둥이로 제시되며, 그들은 함께 가고 함께 나타난다.[130] 아타르바베다 13.3장에서는 아그니가 하늘을 밝힐 때 인드라가 된다고 한다.[127] 아그니는 또한 비슈바-베다(Vishva-Vedā)라고도 불리는데,[f] 이는 보호자인 인드라와 모든 것을 아는 아그니를 모두 지칭한다.[131]
- 루드라: 리그베다에서 아그니는 루드라와 같은 맹렬한 성품을 지녔다고 언급된다.[132] [g] 샤타파타 브라마나 6.1.3절의 8절부터 18절까지는 루드라가 아그니와 동일하며, 다른 많은 이름으로 알려져 있다고 명시한다.[133] 나중에 9.1.1절에서 샤타파타 브라마나는 "이 전체 아그니(불 제단)가 이제 완성되었고, 그는 이제 이 신 루드라이다"라고 명시한다.[133]
- 사비트르: 아그니는 낮 동안 사비트르와 동일하며, 빛과 에너지를 모든 생명체에 전달하며 공간을 가로지른다.[127]
- 바유와 소마: 베다에서 아그니('불': 빛과 열), 바유('공기': 에너지와 작용), 소마('물')는 모든 생명에 힘을 부여하기 위해 협력하는 주요 신들이다. 일부 구절에서는 그들이 변화를 일으키는 동일한 에너지와 원리의 측면이라고 명시된다.[126][134]
- 가야트리: 아이타레야 브라마나 1.1절, 자이미니야 브라마나 3.184절, 타이티리야 브라마나 7.8절에서 아그니와 동일시되며, 산스크리트어 운율과 힌두교 전통에서 가장 존경받는 가야트리 운율은 아그니와 관련이 있다.[129]
- 바크 (언어의 여신)와 프라나 (생명력): 자이미니야 브라마나 1.1절과 2.54절, 샤타파타 브라마나 2.2.2절과 3.2.2절에서 아그니와 동일시된다.[129]
- 사라마: 아그니를 찬양하는 찬송가에서,[h] 현자 파라샤라 샤크탸는 인간 마음 속에 진실의 새벽을 여는 선구자인 직관의 여신 사라마에 대해 이야기한다. 사라마는 사라진 진실을 발견한다.[i] 사라마는 진실의 힘으로, 그녀의 소들은 깨달음의 새벽의 광선이며, 그녀는 아그니가 최고의 자리와 목표에 서 있는 것을 발견하는 인간을 깨운다.[135]

## 불교

### 정경 텍스트
아그니(산스크리트어; 팔리어: 아기)는 불교 경전에 신이자 마음 또는 불의 요소에 대한 은유로 광범위하게 나타난다. 팔리어 문학에서는 아그니-바가바, 자타베다, 벳사나라라고도 불린다.
아기-밧차곳타 숫타는 부처와 슈레니카 밧차가라(산스크리트어; 팔리어: 세니카 밧차가따)라는 떠돌이 수행자 사이의 철학적 대화를 제시한다. 부처와 슈레니카 사이의 대화는 현대 불교에서도 계속되는 논쟁의 일부로 남아 있다. 이를 슈레니카 이단(정체자: 先尼外道; 한어병음: Xiānní wàidào; 일본어 로마자 표기법: Sennigedō 先尼外道)이라고 부른다.
슈레니카는 일시적인 육체에 살며 윤회에 연루되는 영원한 자아(아트만)가 있다고 주장했다. 불교 전통에서 부처는 윤회와 아나트만, 즉 영원한 자아가 없다는 것을 가르쳤다. 팔리 경전은 슈레니카가 동의하지 않고 부처에게 많은 질문을 했지만, 부처는 그의 질문을 불확정적인 것으로 간주하여 답변을 거부했다고 명시한다. 부처는 슈레니카의 질문에 답한다면 그를 "얽히게" 할 것이라고 설명했다. 부처는 아그니를 은유로 사용하여 법을 설명하며, 불이 꺼지면 더 이상 존재하지 않는 것처럼, 인간을 구성하는 모든 스칸다도 죽음 후에 소멸한다고 말한다. 이 논쟁의 다른 버전은 마하파리닙바나 숫타와 마하프라냐파라미토파데샤와 같은 경전을 통해 다양한 전통에 나타난다. 일부 버전에서 슈레니카는 자신의 견해를 뒷받침하기 위해 아그니의 비유를 제시한다. 나가르주나와 같은 학자들은 슈레니카 이단에 대해 광범위하게 주석을 달았다.
힌두교 경전과 유사하게 불교 경전도 아그니(불의 원소 테자스로 언급됨)를 자연의 근본적인 물질이자 구성 요소로 다룬다. 예를 들어, 위숫디막가 11.31절과 담마상가니의 루파칸다 섹션에서는 아그니와 테자스가 열을 발생시키고, 노화시키고, 태우고, 음식과 생명 과정을 소화시키는 것으로 언급된다.

### 미술
아그니는 대승불교 미술에서 두드러지게 나타난다.
티베트에서는 그가 약사여래 만다라에 나오는 쉰한 명의 불교 신들 중 한 명이다. 그는 티베트 문수보살의 만다라에도 등장하며, 그곳에서는 브라흐마와 인드라와 함께 묘사된다. 아그니에 대한 티베트 도상학은 힌두교 전통에서 발견되는 것과 매우 유사하며, 붉은색 피부, 염소 탈것, 원추형 머리와 왕관, 수염, 한 손에 물병 또는 불을 들고 다른 손에 묵주를 들고 있는 요소들이 있다. 이러한 예술 작품에는 종종 다르마 바퀴, 흰 소라, 황금 물고기, 코끼리, 끝없는 매듭과 같은 불교적 주제가 포함된다.
태국에서 발견되는 테라바다 전통에서 아그니는 하위 신이다. 아그니는 프라 플로엉(Phra Plerng이라고도 표기하며, 문자 그대로 "성스러운 불꽃")이라고 불린다. 그는 일반적으로 두 개의 얼굴, 여덟 개의 팔, 붉은색을 띠고 있으며, 조롱박 모양의 머리 장식을 쓰고 불꽃을 내뿜는 모습으로 묘사된다. 중세 시대 태국 문헌은 그를 일곱 개의 혀, 보라색 연기 왕관, 불같은 피부색을 가진 신으로 묘사한다. 그는 말 전차, 코뿔소 또는 숫양을 탄다. 이 경전들에서 프라 플로엉의 아내는 스바하라고 명시되어 있다. 일부 태국 경전은 닐라논이 그들의 많은 자녀 중 한 명이라고 명시한다.

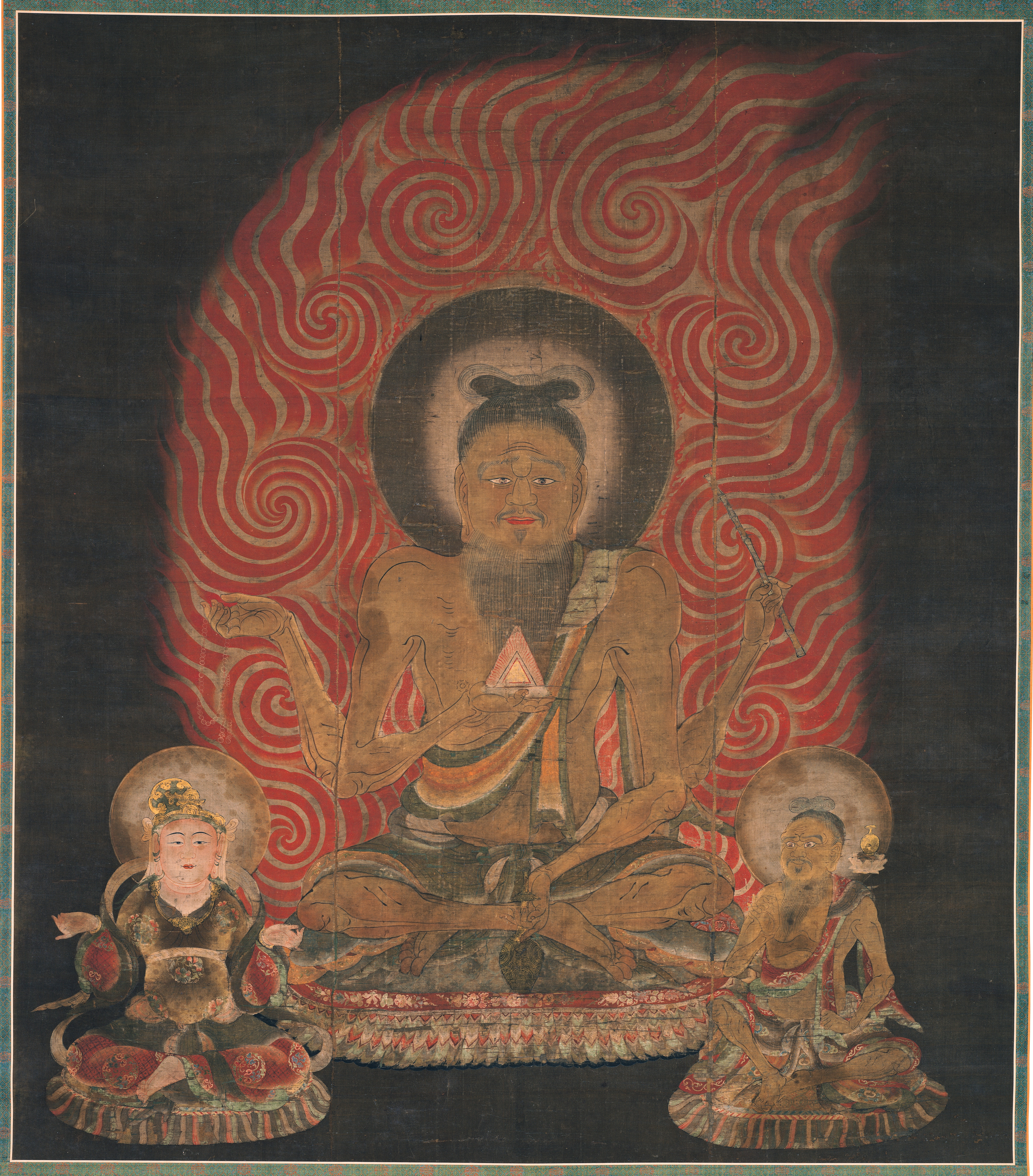
일본의 미술에 나타난 불교의 불의 신 "화천"(火天). 1127년 제작, 교토 국립박물관.

동아시아 불교에서 아그니는 호법신이며 종종 방향 수호자로 묶인 십이천 그룹 중 하나로 분류된다.
아그니는 한자로 화천(火天)이라고 불리며 다른 열한 명의 천신과 함께 포함되는데, 이들은 제석천(인드라), 풍천(바유), 염마천(야마), 나찰천(니르리티), 이사나천(이샤나), 비사문천(바이슈라바나), 수천(바루나), 범천(브라흐마), 지천(프리티비), 일천(수리야), 그리고 월천(찬드라)이다. 도상학은 다양하지만, 그는 종종 두세 다리와 두세 팔을 가진 노년의 산악 수도승으로 묘사된다.

## 자이나교
자이나교에서 아그니라는 단어는 불을 의미하지만, 베다 사상의 의미는 아니다. 아그니는 자이나교 사상에서 수호신이자 우주론에 나타난다. 그는 자이나교 사원의 여덟 디크팔라(방향 수호신) 중 하나이며, 인드라, 야마, 니르리티, 바루나, 바유, 쿠베라, 이샤나와 함께 있다. 그들은 일반적으로 서 있는 모습이며, 그들의 도상학은 힌두교와 불교 사원 판테온에서 발견되는 것과 유사하다.
고대 자이나교 사상에서는 살아있는 존재들이 영혼을 가지고 수많은 영역에 존재하며, 인간이 공유하는 지구 영역에는 두 가지 종류의 존재가 있다: 움직이는 존재와 움직이지 않는 존재. 미세한 곤충, 새, 수생 생물, 동물, 인간을 포함한 움직이는 존재들은 두 가지 이상의 감각을 가지고 있는 반면, 움직이지 않는 존재들은 하나의 감각(에켄데리야)만을 가지고 있다. 단일 감각 존재 중에는 식물 존재, 공기 존재(회오리바람), 흙 존재(점토), 물 존재(이슬방울), 불 존재(타는 석탄, 유성, 번개)가 있다. 마지막 종류의 존재는 아그니-몸이며, 이들은 영혼과 불로 된 존재를 포함한다고 믿어진다. 아힘사 또는 비폭력은 자이나교의 최고 계율이다. 영적인 추구를 위해 자이나교 승려들은 아힘사를 실천하기 위해 엄청난 노력을 기울인다. 그들은 아그니를 지피지도 끄지도 않는데, 그렇게 하는 것이 "불의 존재"에게 폭력적이며 해로운 업을 만든다고 여겨지기 때문이다.
아그니-쿠마라 또는 "불의 왕자"는 자이나교의 환생 이론과 환생한 존재들의 한 계급에 속한다. 아그니 또는 테자스는 존재를 창조하는 물질과 개념을 설명하는 데 사용되는 용어이며, 자이나교 신학에 따르면 전생하는 영혼이 여기에 묶인다.

## 고대 의학 및 음식
불 또는 열의 구성 원리로서의 아그니는 차라카 삼히타와 수슈루타 삼히타와 같은 고대 의학 힌두 경전에 통합되었다. 아그니는 소마와 함께 기원후 4세기 이전의 힌두교 및 불교 의학 경전에서 두 가지 분류 전제 중 하나이다. 도미니크 우자스틱에 따르면, 아그니 관련 범주는 "뜨겁고, 불같고, 건조하거나 바싹 마른" 유형을 포함했고, 소마 관련 범주는 "습하고, 영양을 공급하며, 진정시키고, 시원하게 하는" 유형을 포함했다. 이 분류 체계는 약초, 계절, 맛과 음식, 인간 질병의 경험적 진단, 수의학, 그리고 건강과 생활 방식의 많은 다른 측면을 그룹화하는 기초가 되었다.
아그니는 건강한 몸의 생명력, 음식을 소화하는 능력, 그리고 음식에 내재된 것으로 여겨졌다. 플라이쉬만은 아유르베다에서 "아그니의 양이 건강 상태를 결정한다"고 말한다.
아그니는 아유르베다에서 중요한 존재이다. 아그니는 소화의 불 같은 대사 에너지로, 음식을 동화시키면서 몸에서 노폐물과 독소를 제거하고, 밀도 높은 물리적 물질을 몸에 필요한 미묘한 에너지 형태로 변형시킨다. 자타라-아그니는 위에서 염산 생성을 결정하고, 부타-아그니는 간에서 담즙 생성을 결정하며, 클로마-아그니는 설탕을 소화하는 췌장 효소 생성을 결정하는 식이다. 이러한 아그니의 성격과 질은 도샤(vata, pitta 또는 kapha)에 따라 달라질 수 있다.
아그니는 바이슈바나라라고도 알려져 있다. 불의 빛나는 힘이 아그니 자신의 광휘의 일부인 것처럼, 음식의 소화 및 식욕을 돋우는 힘 또한 아그니의 에너지 또는 잠재력의 일부이다.

## 같이 보기
- 아그네야, 아그니의 딸
- 아타르, 조로아스터교의 불의 야자타
- 우치타 바가바티, 아그니의 동반자인 지역 힌두 여신
- 영원한 불꽃
- 헤스티아, 그리스 화로의 여신
- 카무이-후치, 아이누족 불의 여신
- 마타리슈반
- 바하그나, 아르메니아 신화의 불과 전쟁의 신
- 베스타, 로마 화로의 여신

### 설명주
1. ↑  태양, 번개, 불이 동일한 요소와 원리의 다른 표현이라는 베다의 사상은 고대 브리하드데바타와 같은 많은 힌두 경전에 요약되어 있다.[44]
2. ↑  잔 곤다에 따르면, 힌두교의 트리무르티 사상은 "개별 신의 삼중적 특성, 특히 아그니의 세 가지 출생 또는 삼중적 출생, 그리고 삼중의 빛, 세 가지 몸, 세 가지 지위를 가진 아그니에 대한 고대 우주론적 및 의례적 사변에서 발전한 것으로 보인다."[46](pp. 218–219) 고대 및 중세 힌두 경전에 언급된, 더 일반적인 "브라흐마, 비슈누, 시바"를 넘어서는 다른 삼위일체에는 "인드라, 비슈누, 브라흐마나스파티"; "아그니, 인드라, 수리야"; "아그니, 바유, 아디트야"; "마하락슈미, 마하사라스바티, 마하칼리" 등이 있다.[46](pp. 212–226)[47]
3. ↑  리그베다의 다른 찬송가들은 르타(우주적 조화)를 다른 베다 신들과 연결시키는데, 예를 들어 10.133.6절은 르타에 대한 지도를 인드라에게 요청한다.[52]
4. ↑  아그니에 대한 이 기도는 기원전 1200년 이전에 작곡된 리그베다 1.89.1절에 나타난다.[67]
5. ↑  두 사람은 아그니 앞에서 신성한 서약을 한다... 처음 네 바퀴는 신부가 이끌고 신랑이 따르며, 마지막 세 바퀴는 신랑이 이끌고 신부가 따른다. 불 주위를 걸을 때 신부는 오른손을 신랑의 오른손 위에 놓고, 신부의 오빠는 손에 껍질을 벗기지 않은 쌀이나 보리를 부어 불에 바친다...[84]
6. ↑  विश्ववेदा, 타이티리야 삼히타 (IV.iii.2.10) – अभून्मम सुमतौ विश्ववेदा आष्ट प्रतिष्ठामविदद्धि गाधम्, 그리고 리그베다에 나타남:
* ये पायवो मामतेयं ते अग्ने पश्यन्तो अन्धं दुरितादरक्षन्
7. ↑  아그니에게 바치는 기도(R.V.I.27.10)에서 현자는 "जराबोध तद्विविड्ढि विशेविशे यज्ञियाय
8. ↑  स्वाध्यो दिव आ सप्त यह्वी रायो (리그베다 I.72.8)
9. ↑  그는 이렇게 말한다. – विदद् गव्यं सरमा दृहमूर्वमं येना नु कं मानुषी भोजते विट् – "사라마는 숨겨진 지식의 강하고 넓은 곳을 발견했다. 이 발견은 모든 인간에게 행복을 가져다준다."
10. ↑  자이나교의 우타라다야나 수트라 텍스트에서 다른 예는 Chapple을 참조.[154]

### 참조주
1. ↑  Williams, George M. (2008). 《Handbook of Hindu Mythology》. Oxford University Press. 48쪽. ISBN 978-0-19-533261-2.
2. ↑  O'Flaherty, Wendy Doniger (1994). 《Hindu Myths》. Penguin Books. 97쪽. ISBN 978-0-14-400011-1.
3. ↑  van der Geer, Alexandra Anna Enrica (2008). 《Animals in Stone: Indian Mammals Sculptured Through Time》. BRILL Academic. 324쪽. ISBN 978-90-04-16819-0.
4. 1 2  Olivelle, Patrick (1998). 《The Early Upanishads: Annotated Text and Translation》. Oxford University Press. 18쪽. ISBN 978-0-19-535242-9.
5. 1 2 3 4 5  Lochtefeld, James G. (2002). 《The Illustrated Encyclopedia of sanatan dharm (Hinduism)》 A–M. The Rosen Publishing Group. 14–15쪽. ISBN 978-0-8239-3179-8.
6. 1 2 3  Jamison, Stephanie W.; Brereton, Joel P. (2014). 《The Rigveda: 3-Volume Set》. Oxford University Press. 40–41쪽. ISBN 978-0-19-972078-1.
7. ↑  Kramrisch, Stella; Burnier, Raymond (1976). 《The Hindu Temple》. Motilal Banarsidass. 92쪽. ISBN 978-81-208-0223-0.
8. ↑  Wynne, Alexander (2007). 《The Origin of Buddhist Meditation》. Routledge. 31–32쪽. ISBN 978-1-134-09741-8.
9. ↑  Vatsyayan, Kapila (1995). 《Prakr̥ti: Vedic, Buddhist, and Jain traditions》. Indira Gandhi National Centre for the Arts. 7, 94–95쪽. ISBN 978-81-246-0038-2.
10. ↑  캐번디시, 리처드 (1998). Mythology, An Illustrated Encyclopedia of the Principal Myths and Religions of the World. ISBN 1-84056-070-3
11. ↑  Payne, Richard (2015).  Witzel, Michael, 편집. 《Homa Variations: The study of ritual change across the longue durée》. Oxford University Press. 1–3쪽. ISBN 978-0-19-935158-9.
12. ↑  Michaels, Axel (2016). 《Homo Ritualis: Hindu hitual and its significance for ritual theory》. Oxford University Press. 237–248쪽. ISBN 978-0-19-026263-1.
13. 1 2 3 4  Williams, George M. (2008). 《Handbook of Hindu Mythology》. Oxford University Press. 48–51쪽. ISBN 978-0-19-533261-2.
14. ↑  Skorupski, Tadeusz (2015).  Witzel, Michael, 편집. 《Homa Variations: The study of ritual change across the longue durée》. Oxford University Press. 78–84쪽. ISBN 978-0-19-935158-9.
15. 1 2  N. J. Shende (1965), Agni in the Brahmanas of the Ṛgveda, Annals of the Bhandarkar Oriental Research Institute, Volume 46, Number 1/4, pages 1–28
16. 1 2  Hopkins, Edward Washburn (1968). 《Epic Mythology》. Biblo & Tannen. 97–99쪽. ISBN 978-0-8196-0228-2.
17. 1 2  Bettina Bäumer; Kapila Vatsyayan (1988). 《Kalatattvakosa: A Lexicon of Fundamental Concepts of the Indian Arts》. Motilal Banarsidass. 203–204쪽. ISBN 978-81-208-1402-8.
18. ↑  Davids, T.W. Rhys; Stede, William (1905). 《The Pali-English Dictionary》. Asian Educational Services. 4–5쪽. ISBN 978-81-206-1273-0.
19. 1 2 3 4 5 6  Buswell, Robert E. Jr.; Lopez, Donald S. Jr. (2013). 《The Princeton Dictionary of Buddhism》. Princeton University Press. 852, 962쪽. ISBN 978-1-4008-4805-8.
20. ↑  Abe, Masao; Heine, Steven (1992). 《A Study of Dogen: His philosophy and religion》. State University of New York Press. 158–162쪽. ISBN 978-0-7914-0837-7.
21. 1 2  Chapple, Christopher Key (2006). 《Jainism and Ecology: Nonviolence in the Web of Life》. Motilal Banarsidass. 31, 43–44, 56, 173–175쪽. ISBN 978-81-208-2045-6.
22. 1 2  von Glasenapp, Helmuth (1999). 《Jainism: An Indian Religion of Salvation》. Motilal Banarsidass. 263–264쪽. ISBN 978-81-208-1376-2.
23. ↑  Bäumer, Bettina; Vatsyayan, Kapila (1988). 《Kalatattvakosa: A Lexicon of Fundamental Concepts of the Indian Arts》. Motilal Banarsidass. 226–227쪽. ISBN 978-81-208-1402-8.
24. ↑  Tagliavini (1963), 103쪽.
25. ↑  Orel (1998), 88쪽.
26. ↑  Lurker (2005), 57쪽.
27. ↑  Phillips, Maurice (1895). 《The Teaching of the Vedas: What light does it throw on the origin and development of religion?》. Longmans Green. 57쪽.
28. ↑  Puhvel, Jaan (2011). 《Words Beginning with PA》. The Hittite Etymological Dictionary 8. Walter de Gruyter. 25–26쪽. ISBN 978-3-11-023865-5.
29. ↑  MacDonell, Arthur Anthony (1898). 《Vedic Mythology》. Motilal Banarsidass. 99쪽. ISBN 978-81-208-1113-3.
30. ↑  Griswold, Hervey de Witt (1971). 《The Religion of the Ṛigveda》. Motilal Banarsidass. 160, footnote 2쪽. ISBN 978-81-208-0745-7.
31. ↑  Annette Wilke; Oliver Moebus (2011). 《Sound and Communication: An Aesthetic Cultural History of Sanskrit Hinduism》. Walter de Gruyter. 418 with footnote 147쪽. ISBN 978-3-11-024003-0.
32. ↑  Lakshman Sarup (1998). 《The Nighantu and the Nirukta》. Motilal Banarsidass. 120쪽. ISBN 978-81-208-1381-6.
33. 1 2  MacDonell, Arthur Anthony (1898). 《Vedic Mythology》. Motilal Banarsidass. 15–16, 92–93쪽. ISBN 978-81-208-1113-3.
34. ↑  William Norman Brown; Rosane Rocher (1978). 《India and Indology: Selected articles》. Motilal Banarsidass. 59–61쪽.
35. 1 2  V.S. Agrawala (1960), Fire in the Ṛigveda, East and West, Volume 11, Number 1 (March 1960), pages 28–32
36. ↑  Dasgupta, Surendranath (1933). 《A History of Indian Philosophy》. Cambridge University Press. 73–76쪽. ISBN 978-0-521-04779-1.
37. ↑  Monier-Williams, Sir Monier, 편집. (1899). 〈अग्नि〉. 《A Sanskrit—English Dictionary》 (Reprint (2005)). Delhi: Montilal Banarsidass Publishers. ISBN 9788120831056 – Google Books 경유.
38. ↑  Gonda, Jan (1980). 〈Deities and their position and function〉. 《Handbuch Der Orientalistik: Indien. Zweite Abteilung》. BRILL Academic. 301–302쪽. ISBN 978-90-04-06210-8.
39. ↑  Mahabharata Sabha Parva Digvijaya Parva XXXI, Sahadeva의 기도
40. ↑  Fig. 86-87, page 366-367 in Quintanilla, Sonya Rhie (2007). 《History of Early Stone Sculpture at Mathura: Ca. 150 BCE - 100 CE》 (영어). BRILL. Fig.86, p.366쪽. ISBN 9789004155374.에서 기원전 100년으로 날짜가 지정됨.
41. 1 2 3 4  Bodewitz, H. W. (1976). 《The Daily Evening and Morning Offering (Agnihotra) According to the Brāhmanas》. Motilal Banarsidass. 14–19쪽. ISBN 978-81-208-1951-1.
42. 1 2  O'Flaherty, Wendy Doniger (1994). 《Hindu Myths》. Penguin Books. 97–98쪽. ISBN 978-0-14-400011-1.
43. ↑  Doniger, Wendy (1981). 《The Rig Veda: An Anthology: One Hundred and Eight Hymns, Selected, Translated and Annotated》. Penguin Books. 80, 97쪽. ISBN 978-0-14-044402-5.
44. 1 2 3 4 5  Bäumer, Bettina; Vatsyayan, Kapila (1988). 《Kalatattvakosa: A Lexicon of Fundamental Concepts of the Indian Arts》. Motilal Banarsidass. 225–226쪽. ISBN 978-81-208-1402-8.
45. ↑  Daniélou, Alain (1991). 《The Myths and Gods of India: The Classic Work on Hindu Polytheism from the Princeton Bollingen Series》. Inner Traditions. 106–107쪽. ISBN 978-0-89281-354-4.
46. 1 2  Gonda, Jan (1969). 《The Hindu Trinity》. 《Anthropos》. Bd 63/64. 212–226쪽. JSTOR 40457085.
47. ↑  White, David (2006). 《Kiss of the Yogini》. University of Chicago Press. 4, 29쪽. ISBN 978-0-226-89484-3.
48. ↑  “Satapatha Brahmana Part 1 (SBE12)”. 《sacred-texts.com》. First Kânda: I, 2, 3. Third Brâhmana
49. 1 2  Fowler, Merv (1999). 《Buddhism: Beliefs and practices》. Sussex Academic Press. 6–7쪽. ISBN 978-1-898723-66-0.
50. ↑  Doniger, Wendy (1988). 《Textual Sources for the Study of Hinduism》. Manchester University Press. 6–7쪽. ISBN 978-0-7190-1866-4.
51. ↑  Mahony, William K. (1998). 《The Artful Universe: An Introduction to the Vedic Religious Imagination》. State University of New York Press. 123 verse 8쪽. ISBN 978-0-7914-3580-9.
52. ↑  Mahony, William K. (1998). 《The Artful Universe: An Introduction to the Vedic Religious Imagination》. State University of New York Press. 46–55쪽. ISBN 978-0-7914-3580-9.
53. 1 2  Stephanie W. Jamison; Joel P. Brereton (2014). 《The Rigveda: 3-Volume Set》. Oxford University Press. 41–42쪽. ISBN 978-0-19-972078-1.
54. ↑  MacDonell, Arthur Anthony (1898). 《Vedic Mythology》. Motilal Banarsidass. 71, 93–95, 99–100쪽. ISBN 978-81-208-1113-3.
55. ↑  O'Flaherty, Wendy Doniger (1994). 《Hindu Myths》. Penguin Books. 97–101쪽. ISBN 978-0-14-400011-1.
56. ↑  《Encyclopaedia of the Hindu World Vol.1》. Concept Publishing Company. 1992. 210쪽. ISBN 9788170223740.
57. ↑  Klostermaier, Klaus K. (2010). 《A Survey of Hinduism: Third Edition》. State University of New York Press. 103 with footnote 10 on page 529쪽. ISBN 978-0-7914-8011-3.
58. ↑  Doniger, Wendy (1981). 《The Rig Veda: An Anthology : One Hundred and Eight Hymns, Selected, Translated and Annotated》. Penguin Books. 80쪽. ISBN 978-0-14-044402-5.
59. ↑  Sanskrit: इन्द्रं मित्रं वरुणमग्निमाहुरथो दिव्यः स सुपर्णो गरुत्मान् । एकं सद्विप्रा बहुधा वदन्त्यग्निं यमं मातरिश्वानमाहुः ॥४६॥, ऋग्वेद: सूक्तं १.१६४, Wikisource
60. 1 2  Paul Deussen, Sixty Upanishads of the Veda, Volume 1, Motilal Banarsidass, ISBN 978-81-208-1468-4, pages 122–126 with preface and footnotes
61. ↑  Max Muller, Chandogya Upanishad 4.4 – 4.9, The Upanishads, Part I, 옥스퍼드 대학교 출판부, pages 60–64 with footnotes
62. ↑  Robert Hume, Chandogya Upanishad 4.4 – 4.9, The Thirteen Principal Upanishads, Oxford University Press, pages 218–221
63. ↑  Chandogya Upanishad with Shankara Bhashya Ganganath Jha (Translator), pages 189–198
64. ↑  Robert Hume, Chandogya Upanishad 1.13.1 – 1.13.4, The Thirteen Principal Upanishads, Oxford University Press, pages 189–190
65. ↑  《Vajasaneyi Samhita (Isha) Upanishad》. 번역 Muller, Max. Oxford University Press. 313–314쪽.
66. ↑  Deussen, Paul (1990). 《Sixty Upaniṣads of the Veda》. Part 2. Motilal Banarsidass. 551쪽. ISBN 978-81-208-0430-2.
67. ↑  E. Washburn Hopkins (1908), The Mediatorial Office of the Vedic Fire-God, The Harvard Theological Review, Cambridge University Press, Volume 1, Number 4, page 509
68. ↑  Maitri Upanishad – Sanskrit Text with English Translation EB Cowell (Translator), Cambridge University, Bibliotheca Indica, page 254
69. ↑  Hume, Robert Ernest (1921), 《The Thirteen Principal Upanishads》, Oxford University Press, 422쪽
70. ↑  Muller, Max. 〈Maitrayana-Brahmana Upanishad〉. 《The Upanishads》. Part 2. Oxford University Press. 302쪽.
71. ↑  Deussen, Paul (1980). 《Sixty Upaniṣads of the Veda》. Part 1. Motilal Banarsidass. 343–344쪽. ISBN 978-81-208-1468-4.
72. 1 2 3 4  Deussen, Paul (1980). 《Sixty Upaniṣads of the Veda, Part 1》. Motilal Banarsidass. 207–208, 211–213 verses 14–28쪽. ISBN 978-81-208-1468-4.
73. 1 2  Charles Johnston, Kena Upanishad in The Mukhya Upanishads: Books of Hidden Wisdom, (1920–1931), The Mukhya Upanishads, Kshetra Books, ISBN 978-1-4959-4653-0 (Reprinted in 2014), Kena Upanishad 아카이브 – Theosophical Quarterly에 게재된 3부, 페이지 229–232
74. ↑  Kena Upanishad Mantra 12, G Prasadji (Translator), pages 23–26
75. ↑  Max Muller, The Upanishads, Part 2, Prasna Upanishad, Second Question Verse 2.1, Oxford University Press, pages 274–275
76. ↑  Deussen, Paul (1990). 《Sixty Upaniṣads of the Veda》. Part 2. Motilal Banarsidass. 592–593쪽. ISBN 978-81-208-0430-2.
77. ↑  Robert Hume, Prasna Upanishad, Thirteen Principal Upanishads, Oxford University Press, pages 381–382
78. ↑  Ayyangar, TR Srinivasa (1938). 《The Yoga Upanishads》. The Adyar Library. 92, 314, 355, 378쪽.
79. ↑  Ayyangar, TRS (1953). 《Saiva Upanisads》. Jain Publishing Co. (Reprint 2007). 196쪽. ISBN 978-0-89581-981-9.
80. ↑  Hattangadi, Sunder (2000). “रुद्रहृदयोपनिषत् (Rudrahridaya Upanishad)” (PDF) (산스크리트어). 2쪽. 2016년 3월 2일에 확인함.
81. ↑  《Mundaka Upanishad》 (PDF).
82. ↑  BBC 뉴스 기사: 힌두교와 결혼, Nawal Prinja (2009년 8월 24일)
83. ↑  Office of the Registrar General, Government of India (1962), v. 20, pt. 6, no. 2, Manager of Publications, Government of India, 힌두 결혼 의식에 관하여
84. 1 2  Sinha, Shivendra Kumar (2008). 《Basics of Hinduism》. Unicorn Books. ISBN 978-81-7806-155-9.
85. ↑  Census of India, 1961. Manager of Publications, Government of India (보고서). 20, part 6. Office of the Registrar General, Government of India. 1962. 신부는 처음 여섯 바퀴를 모두 이끌지만 일곱 번째 바퀴에서는 신랑을 따른다.
86. ↑  Bodewitz, H.W. (1976). 《The Daily Evening and Morning Offering: (Agnihotra) According to the "Brāhmaṇas》. BRILL Academic. 1–4쪽. ISBN 978-90-04-04532-3.
87. ↑  Bodewitz, H.W. (1976). 《The Daily Evening and Morning Offering: (Agnihotra) According to the "Brāhmaṇas》. BRILL Academic. 5–14쪽. ISBN 978-90-04-04532-3.
88. ↑  《Essays in Indian Philosophy, Religion and Literature》. Motilal Banarsidass. 2004. 54, 55쪽. ISBN 9788120819788.
89. ↑  Eggeling, Julius (1882). 《The Satapatha-Brahmana》. 327–329쪽.
90. 1 2  Fowler, Jeaneane D. (1997). 《Hinduism: Beliefs and Practices》. Sussex Academic Press. 71쪽. ISBN 978-1-898723-60-8.
91. ↑  Peirce, Elizabeth (2003). 《Multi-Faith Activity Assemblies》. Routledge. 238–239쪽. ISBN 978-1-134-41163-4.
92. ↑  Huyler, Stephen P. (2002). 《Meeting God: Elements of Hindu Devotion》. Yale University Press. 60–64쪽. ISBN 978-0-300-08905-9.
93. ↑  Doniger, Wendy (2010). The Hindus: An Alternative History. Oxford University Press. ISBN 978-0-19-959334-7 (Pbk)
94. ↑  Feller, Danielle (2004). 《Sanskrit Epics》. Motilal Banarsidass. 91쪽. ISBN 9788120820081.
95. ↑  Kaelber, Walter O. (1989). 《Tapta Marga: Asceticism and Initiation in Vedic India》. State University of New York Press. 36, 37, 52쪽. ISBN 9780887068133.
96. ↑  Grimes, John A. (1996). 《A Concise Dictionary of Indian Philosophy》. SUNY Press. 18쪽. ISBN 9780791430675.
97. ↑  《Categorisation in Indian Philosophy》. Ashgate Publishing. 1980. 14쪽.
98. ↑  Gupta, Bina (2012년 4월 19일). 《An Introduction to Indian Philosophy》. Routledge. 22, 24쪽. ISBN 9781136653100.
99. ↑  Fowler, Jeaneane D. (2012). 《Hinduism: Beliefs and Practices》. Sussex Academic Press. 98쪽. ISBN 9781105817267.
100. ↑  Gandhi, Kishor, 편집. (2007). 《The Transition to a Global Consciousness》. Allied Publishers. 294쪽. ISBN 9788184241945.
101. ↑  리그베다 I.xliv.4
102. ↑  Kashyap, R.L. 《Agni in Rig Veda》. Sri Aurobindo Kapali Sastry Institute of Vedic Culture. 14쪽. 틀:아마존 표준 식별 번호.
103. ↑  《Kanvasatpathabrahmanam Vol.3》. Motilal Banarsidas. 1994. 21쪽. ISBN 9788120815490.
104. ↑  《The Rig Veda》. Oxford University Press. 2014년 4월 23일. 783쪽. ISBN 9780199720781.
105. ↑  Dalal, Roshen (2010). 《Hinduism: An Alphabetical Guide》. Penguin Books. 10쪽. ISBN 978-0-14-341421-6.
106. ↑  Dallapiccola, Anna Libera (2010). 《South Indian Paintings: A catalogue of the British Museum collection》. British Museum Press. 145쪽. ISBN 978-0-7141-2424-7.
107. ↑  Rao, Saligrama Krishna Ramachandra (2005). 《The compendium on Gaṇeśa》. 5쪽.
108. 1 2 3  Daniélou, Alain (1991). 《The Myths and Gods of India: The Classic Work on Hindu Polytheism from the Princeton Bollingen Series》. Inner Traditions. 88–89쪽. ISBN 978-0-89281-354-4.
109. ↑  Jansen, Eva Rudy (1993). 《The Book of Hindu Imagery: Gods, Manifestations and Their Meaning》. 64쪽.
110. ↑  Poole, Colin M.; Duckworth, John W. (2005). 《A documented 20th century record of Javan Rhinoceros Rhinoceros sondaicus from Cambodia》. 《Mammalia》 69. 443–444쪽. doi:10.1515/mamm.2005.039. S2CID 85394693.
111. ↑  Stönner, Heinrich (1925). 《Erklärung des Nashornreiters auf den Reliefs von Angkor-Vat》. 《Artibus Asiae》 1. 128–130쪽. doi:10.2307/3248014. JSTOR 3248014.
112. 1 2  Charles Russell Coulter; Patricia Turner (2013). 《Encyclopedia of Ancient Deities》. Routledge. 26쪽. ISBN 978-1-135-96390-3.
113. 1 2 3  Quantanilla, Sonya Rhie (2007). 《History of Early Stone Sculpture of Mathura》. BRILL. ISBN 978-9004155374.
114. ↑  Stella Kramrisch; Raymond Burnier (1976). 《The Hindu Temple》. Motilal Banarsidass. 33쪽. ISBN 978-81-208-0223-0.
115. ↑  Chaturvedi, B.K. 《Agni Purana》. Diamond Pocket Books. 18, 21쪽.
116. ↑  MacDonell, Arthur Anthony (1995). 《Vedic Mythology》. Motilal Banarsidass. 88–99쪽. ISBN 9788120811133.
117. ↑  《Encyclopaedia of the Hindu World》 1. Concept Publishing. 1992. 210, 212쪽. ISBN 9788170223740.
118. ↑  《The Mahabharata》. 《Sacred-texts.com》. Book 1. 434–447쪽.
119. ↑  《Eastern Wisdom》. Wilder Publications. April 2008. 200쪽. ISBN 9781604593051.
120. 1 2 3  Danielou, Alain (December 1991). 《The Myths and Gods of India》. Inner Traditions. 88쪽. ISBN 9781594777332.
121. ↑  Dowson, John (1961). 《A Classical Dictionary of Hindu Mythology and Religion: Geography, history, and literature》. Kessinger Publishing. ISBN 0-7661-7589-8.
122. 1 2  Coburn, Thomas B. (1988). 《Devī-Māhātmya: The Crystallization of the Goddess Tradition》. Motilal Banarsidass. 164–165쪽. ISBN 978-81-208-0557-6.
123. 1 2  Coburn, Thomas B. (1988). 《Devī-Māhātmya: The Crystallization of the Goddess Tradition》. Motilal Banarsidass. 165–166, 317–318 with footnotes쪽. ISBN 978-81-208-0557-6.
124. ↑  Walker, Benjamin (2019년 4월 9일). 《Hindu World: An Encyclopedic Survey of Hinduism. In Two Volumes. Volume I A-L》 (영어). Routledge. 531쪽. ISBN 978-0-429-62465-0.
125. ↑  마하바라타 사바 파르바 디그비자야 파르바 31장
126. 1 2  Smith, Frederick M. (1985). 《Names of Agni in the Vedic ritual》. 《Annals of the Bhandarkar Oriental Research Institute》 66. 219–221 with footnotes쪽. JSTOR 41693607.
127. 1 2 3 4 5 6  MacDonell, Arthur Anthony (1898). 《Vedic Mythology》. Motilal Banarsidass. 95쪽. ISBN 978-81-208-1113-3.
128. ↑  David Shulman; Guy S. Stroumsa (2002). 《Self and Self-Transformations in the History of Religions》. Oxford University Press. 24–25쪽. ISBN 978-0-19-534933-7.
129. 1 2 3  Bettina Bäumer; Kapila Vatsyayan (1988). 《Kalatattvakosa: A lexicon of fundamental concepts of the Indian arts》. Motilal Banarsidass. 216쪽. ISBN 978-81-208-1402-8.
130. ↑  Müller, Friedrich Max (1897). 《Contributions to the Science of Mythology》. Longmans Green. 827쪽.
131. ↑  Tilak, Bal Gangadhar (May 2011). 《The Arctic Home of the Vedas》. Arktos. 88–93쪽. ISBN 9781907166341.
132. ↑  야주르베다의 샤타루드리야(헌납) 장에 따르면
133. 1 2  Srinivasan, Doris (1997). 《Many Heads, Arms, and Eyes: Origin, meaning, and form of multiplicity in Indian art》. BRILL Academic. 78–79쪽. ISBN 978-90-04-10758-8.
134. ↑  Bonshek, Anna J. (2001). 《Mirror of Consciousness》. Motilal Banarsidass. 135쪽. ISBN 9788120817746.
135. ↑  Aurobindo, Sri (2003). 《The Secret of the Veda》. Sri Aurobindo Ashram Publication. 218쪽. ISBN 9788170587149.
136. ↑  “Buddhist Dictionary of Pali Proper Names”. 《Tipitaka, Dreikorb, der Palikanon des Theravada Buddhismus》. 2019년 1월 23일에 확인함.
137. 1 2  Conze, Edward (1985). 《The Large Sutra on Perfect Wisdom: With the Divisions of the Abhisamayalankara》. University of California Press. 12–13, 101–102쪽. ISBN 978-0-520-05321-2.
138. ↑  Keown, Damien (2006). 《Buddhist Studies from India to America: Essays in Honor of Charles S. Prebish》. Routledge. 19쪽. ISBN 978-1-134-19632-6.
139. ↑  Harvey, Peter (2013). 《An Introduction to Buddhism: Teachings, history, and practices》. Cambridge University Press. 231–233쪽. ISBN 978-0-521-85942-4.
140. 1 2  “Agni, 불의 신, 15세기 미술 작품”. 《루빈 미술관》.
141. ↑  Eng Soon Teoh (2016). 《Medicinal orchids of Asia》. Singapore: Springer. 33–49쪽. ISBN 978-3-319-24272-9.
142. ↑  Steven Kossak; Jane Casey Singer; Robert Bruce-Gardner (1998). 《Sacred Visions: Early Paintings from Central Tibet》. Metropolitan Museum of Art. 68–69, 158–159쪽. ISBN 978-0-87099-862-1.
143. 1 2 3  Clontz, Jack M. (2016). 《Khon Mask: Thailand Heritage》. MOCA Bangkok. 250쪽. ISBN 978-1-78301-872-7.
144. ↑  Justin Thomas McDaniel; Lynn Ransom (2015). 《From Mulberry Leaves to Silk Scrolls: New approaches to the study of Asian manuscript traditions》. University of Pennsylvania Press. 26–27, 35쪽. ISBN 978-0-8122-4736-7.
145. ↑  Clontz, Jack M. (2016). 《Khon Mask: Thailand Heritage》. MOCA Bangkok. 318쪽. ISBN 978-1-78301-872-7.
146. ↑  “열두 천신(데바)”. 《emuseum.jp》. 일본: 나라 국립박물관. 2016년 3월 4일에 원본 문서에서 보존된 문서. 2015년 12월 31일에 확인함.
147. ↑  “Juuniten 十二天”. 《JAANUS》. 2019년 1월 23일에 확인함.
148. ↑  Kumar, Sehdev (2001). 《A Thousand Petalled Lotus: Jain Temples of Rajasthan : Architecture & Iconography》. Abhinav Publications. 18쪽. ISBN 978-81-7017-348-9.
149. ↑  Charles Russell Coulter; Patricia Turner (2013). 《Encyclopedia of Ancient Deities》. Routledge. 152쪽. ISBN 978-1-135-96390-3.
150. ↑  오시안 자이나교 사원 예시: Kalia, Asha (1982). 《Art of Osian Temples: Socio-economic and Religious Life in India, 8th-12th Centuries A.D.》. Abhinav Publications. 130–131쪽. ISBN 978-0-391-02558-5.
151. 1 2  Cort, John E. (2001). 《Jains in the World: Religious values and ideology in India》. Oxford University Press. 20–21쪽. ISBN 978-0-19-803037-9.
152. ↑  Neil Dalal; Chloë Taylor (2014). 《Asian Perspectives on Animal Ethics: Rethinking the Nonhuman》. Routledge. 40쪽. ISBN 978-1-317-74995-0.
153. ↑  Chapple, Christopher Key (2006). 《Jainism and Ecology: Nonviolence in the Web of Life》. Motilal Banarsidass. xiv–xviii, 3–8쪽. ISBN 978-81-208-2045-6.
154. ↑  Chapple, Christopher Key (2006). 《Jainism and Ecology: Nonviolence in the Web of Life》. Motilal Banarsidass. 56쪽. ISBN 978-81-208-2045-6.
155. ↑  Chapple, Christopher Key (2006). 《Jainism and Ecology: Nonviolence in the Web of Life》. Motilal Banarsidass. 46, 31–48쪽. ISBN 978-81-208-2045-6.
156. ↑  Bettina Bäumer; Kapila Vatsyayan (1988). 《Kalatattvakosa: A Lexicon of Fundamental Concepts of the Indian Arts》. Motilal Banarsidass. 271–274쪽. ISBN 978-81-208-1402-8.
157. ↑  Wujastyk, D. (2004). 《Agni and Soma: A Universal Classification》. 《Studia Asiatica (Bucharest, Romania)》 4–5. 347–369쪽. PMC 2585368. PMID 19030111.;
Wujastyk, D. (2003). 《The Roots of Ayurveda: Selections from Sanskrit Medical Writings》. Penguin. xviii, 74, 197–198쪽. ISBN 978-0-14-044824-5.
158. ↑  Chopra, Arvind; Doiphode, Vijay V. (2002). 《Ayurvedic medicine: core concept, therapeutic principles, and current relevance》. 《미국 의학 임상학 저널》 86. 75–89쪽. doi:10.1016/s0025-7125(03)00073-7. PMID 11795092.
159. ↑  Loukas, Marios; Lanteri, Alexis; Ferrauiola, Julie;  외. (2010). 《Anatomy in ancient India: a focus on the Susruta Samhita》. 《Journal of Anatomy》 217. 646–650쪽. doi:10.1111/j.1469-7580.2010.01294.x. PMC 3039177. PMID 20887391.
160. ↑  Zimmermann, Francis (1988). 《The jungle and the aroma of meats: An ecological theme in Hindu medicine》. 《Social Science & Medicine》 27. 197–206쪽. doi:10.1016/0277-9536(88)90121-9. PMC 1036075. PMID 3175704.
161. ↑  Guha, Amala (2006). 《Ayurvedic Concept of Food and Nutrition》. 《Ayurveda Health and Nutrition》 4. 2016년 10월 12일에 확인함.
162. ↑  Fleischman, P. R. (1976). 《Ayurveda》. 《International Journal of Social Psychiatry》 22. 282–287쪽. doi:10.1177/002076407602200406. PMID 799625. S2CID 220642164.
163. ↑  《Yoga Journal Sep–Oct 2003》. Active Interest Media. September–October 2003. 38쪽.
164. ↑  Goyandka, Jayadayal. 《Srimadbhagavadagita Tattvavivecani》. Gita Press. page 613, verses BG 15.14.

## 참고 문헌
- Lurker, Manfred (2005). 《The Routledge Dictionary of Gods and Goddesses, Devils and Demons》. Routledge, Taylor & Francis. ISBN 0-203-64351-8.
- Orel, Vladimir (1998). 《Albanian etymological dictionary》. Brill. ISBN 978-90-04-11024-3.
- Tagliavini, Carlo (1963). 《Storia di parole pagane e cristiane attraverso i tempi》. Brescia: Morcelliana.